# Giovanni Segantini
 (juin 2023).
Giovanni Segantini, né à Arco sur le lac de Garde (Tyrol, empire d'Autriche) le 15 janvier 1858 et mort dans le Schafberg au-dessus de Pontresina (canton des Grisons, Suisse) le 28 septembre 1899, est un peintre italien rattaché au courant du symbolisme réaliste. C'est un peintre de genre qui a représenté des sujets typiques, et est considéré comme un maître des paysages de haute montagne. Pour Philippe Dagen du journal Le Monde, « il s'agit d'un des artistes majeurs de son temps, entre symbolisme, postimpressionnisme et primitivisme ».
Il commence très tôt à peindre en plein air et développe sa version de la technique du pointillisme, à l'aide de laquelle il peut reproduire la lumière ininterrompue du monde de la haute montagne et augmenter l'effet naturaliste de ses images.

## Biographie

### Origines
La famille Segatini [sic] venait de Bussolengo sur l'Adige près de Vérone, connue pour ses fabriques de tissage de lin et de soie. Johannes Maria Segatini (* 3 mai 1718), l'arrière-grand-père de Giovanni Segantini, et son grand-père Anton Giovanni Segatini (* 7 mai 1743) se consacrent à ce commerce. Dans la seconde moitié du XVIIIe siècle, son grand-père émigre avec ses ouvriers dans le Trentin et s'installe comme tisserand de soie à Ala, où va se développer une florissante industrie de la soie. Huit fils lui naissent entre 1788 et 1802, le plus jeune étant Agostino Segatini, le père de l'artiste. Aloisio Segatini, un frère aîné d'Agostino, est le premier de la famille à s'installer à Trente, le frère cadet suit plus tard et abandonne l'ancien commerce familial pour devenir marchand de fromage.
La mère de Segantini, Margherita Girardi, est issue d'une vieille famille du Val di Fiemme qui vivait à Castello-Molina di Fiemme. Margherita Girardi est une descendante directe de Francesco Girardi, conseiller impérial et colonel « qui organisa les milices tyroliennes et auteur d'une publication devenue classique de la littérature militaire, le Handbüchl zum Exercieren ». Le nom Girardi est répandu dans la région où se parle le ladin, et il peut également être trouvé en dehors du Val di Fiemme dans la région de Passo Rolle, au pied du Cimon della Pala et dans la vallée d'Ampezzo, d'où est également originaire Alexander Girardi.

### Premières années (1858–1875)

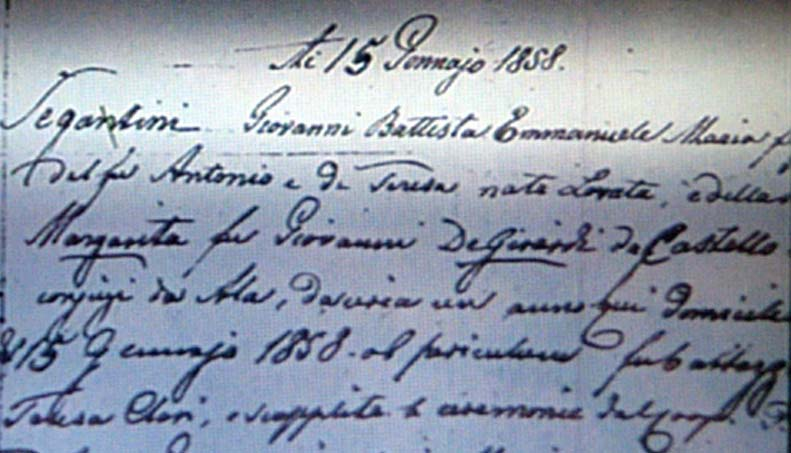
Acte de naissance de Segantini.

Giovanni Battista Emanuele Maria Segatini, son vrai nom, qu'il change plus tard en Segantini naît en 1858 à Arco, au nord du lac de Garde, dans la partie italophone du Tyrol, appartenant alors à l'empire d'Autriche, dans une famille aux conditions économiques précaires, enfant du charpentier Agostino Segatini (* 1802 ; † 20 février 1866) et de sa troisième épouse, Margherita de Girardi (* 4. septembre 1828, Castello-Molina di Fiemme ; † 3. née en mars 1865, Trente). Un frère, qui a six ans de plus, décède dans un incendie le 20 juillet 1858.
Après la mort prématurée de sa mère (elle décède à l'âge de 36 ans) quand Giovanni a sept ans, son père, alcoolique, qui est marchand ambulant et ne peut s'occuper de lui, le confie à une fille de son premier mariage, Irène, qui habite Milan. Celle-ci ressent l'enfant comme un fardeau. Un an plus tard, Agostino décède. En juillet 1865, la haine pousse la demi-sœur si loin qu'elle écrit aux autorités d'Innsbruck pour demander la révocation de la nationalité autrichienne de Giovanni. Ce qui arrive : selon les lois répressives qui s'appliquent aux dominions italiens dans l'ancien empire d'Autriche, un enfant de sept ans peut voir sa citoyenneté révoquée. Segantini est resté apatride toute sa vie.
Privé d'un véritable milieu familial, Segantini vit une jeunesse fermée et solitaire, à tel point qu'en 1870, à 12 ans, il fugue. Quelque temps plus tard, il est arrêté pour oisiveté et vagabondage. Son père étant décédé, il est placé en maison de correction Riformatorio Marchiondi, d'où il tente de s'évader en 1871, mais il y est ramené et y reste jusqu'en 1873. Il y apprend le métier de cordonnier. Un ancien aumônier de prison s'occupe de lui. Il reconnaît son talent pour le dessin, lui parle du moine peintre Fra Angelico et lui permet de dessiner et de modeler. Grâce à l'intervention de son demi-frère Napoleone, Giovanni peut quitter l'institution en 1873 et travaille comme apprenti dans sa pharmacie-photographie à Borgo Valsugana jusqu'en 1874.

### Milan (1875–1880)
Segantini part ensuite à Milan et travaille à partir de 1875 pour l'ancien partisan de Giuseppe Garibaldi Luigi Tettamanzi, peintre de drapeaux saints, bannières et enseignes de taverne, comédien et auteur de drames historiques. Tettamanzi l'engage comme assistant et lui donne des cours de dessin. En 1875, ce petit soutien financier lui permet de suivre des cours réguliers à l'académie des beaux-arts de Brera à Milan, où il suit des cours du jour de peinture et des cours du soir d'ornement. Il suit notamment les cours de Giuseppe Bertini, affinant son bagage de connaissances et d'expériences et nouant ses premières amitiés dans les milieux artistiques de la ville, surtout avec l'écrivain Carlo Morenzi, qui l'influencera grandement dans ses œuvres.Il commence à peindre, avec des influences évidentes du réalisme lombard.
Lors d'une exposition nationale de Brera en 1879, il fait sensation parmi les professeurs et les étudiants avec son premier grand tableau, les Stalles du chœur de Sant'Antonio, du fait d'un nouveau traitement de la lumière : « Je n'étais certainement pas concerné par la création d'une œuvre d'art, mais simplement par la peinture. Un flux de lumière pénétrait par une fenêtre ouverte, illuminant les sièges en bois sculpté du chœur. J'ai peint cette partie en essayant très fort de capter la lumière, et j'ai tout de suite compris que lorsqu'on mélangeait les couleurs sur la palette, on n'obtenait ni lumière ni air. J'ai donc trouvé le moyen d'agencer les couleurs réelles et pures, en plaçant sur la toile, non mélangées, les unes à côté des autres, les couleurs que j'aurais autrement mélangées sur la palette, puis en laissant la rétine les capter en regardant la peinture pour fusionner leur distance naturelle. »

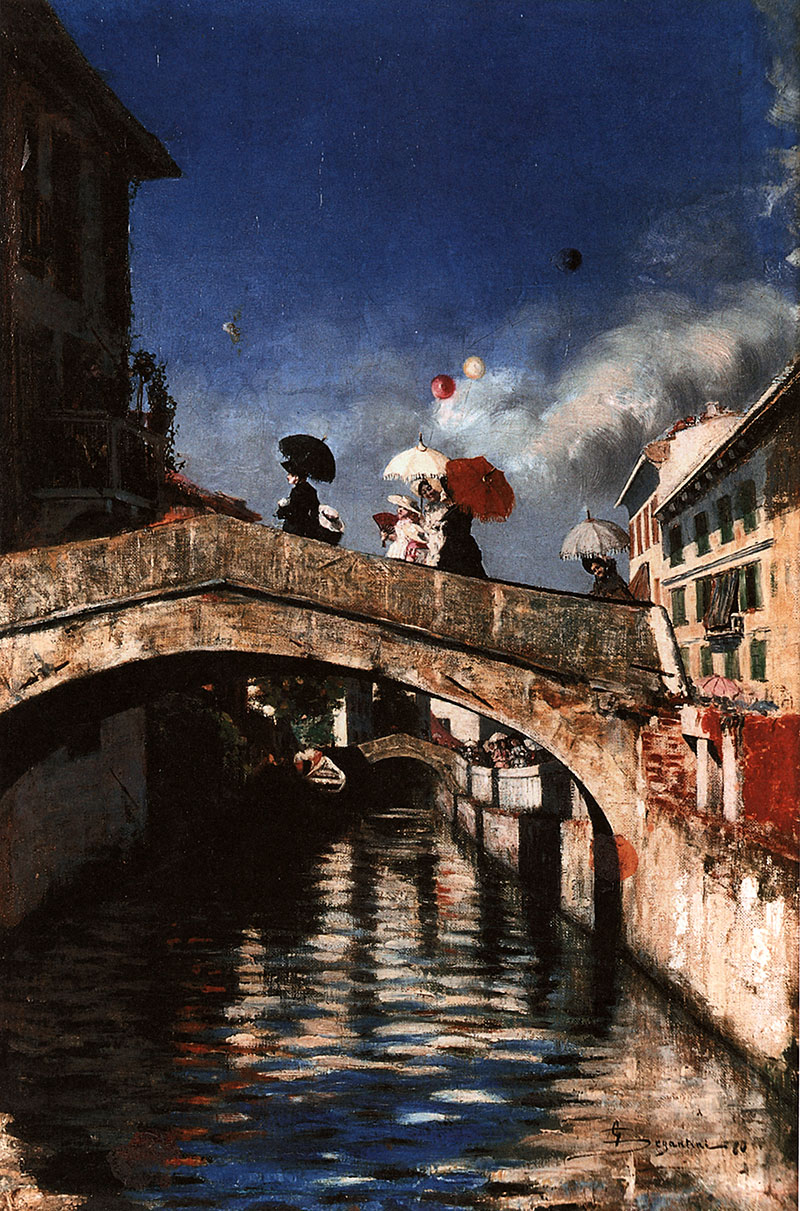
Il Naviglio a Ponte San Marco.

À l'époque, les étudiants en perspective considèrent les stalles du chœur de Sant'Antonio Abate, éclairées par une fenêtre latérale, comme un problème insoluble. On veut décerner à Segantini le prix Principe Umberto, doté de 5 000 lires. Les envieux et les ennemis l'en empêchent en faisant remarquer au jury que Segantini est autrichien et non italien. Le tableau est acquis par la Société des Beaux-Arts de Milan. Segantini est ensuite chargé de faire des dessins anatomiques en couleur pour les étudiants, ce qui lui donne une bonne connaissance de l'anatomie.
En raison de désaccords avec les professeurs de Brera, il part au bout de deux ans. La même année, il rencontre le critique d'art et marchand Vittore Grubicy de Dragon (1851-1920) à la « Galleria Vittore ed Alberto Grubicy » de Milan : la galerie organise une exposition commémorative pour le défunt Tranquillo Cremona (1837-1878) ; Segantini entre dans l'exposition dans des vêtements pauvres et des chaussures grossières. Il est réprimandé par Grubicy, continue à étudier attentivement les peintures, s'excuse et s'identifie comme peintre. Ainsi commence une relation et une amitié pour la vie ; les difficultés financières de Segantini prennent fin pour le moment : Grubicy lui a obtient des commandes pour des natures mortes et introduit ses ouvrages sur le marché de l'art. En outre, Grubicy, qui voyage beaucoup, le met en contact avec des productions de l'art de son temps, ce qui est l'une des rares occasions pour Segantini de se renseigner sur le luminisme de l'école de La Haye, le pointillisme et sur d'autres artistes tels qu'Anton Mauve et Jean-François Millet et leur travail. De cette phase de formation juvénile, les résultats les plus saillants sont quelques vues milanaises, en petit format, peintes selon la mode de l'époque, telles que Le chœur de l'église de Sant'Antonio, qui montre une remarquable étude de la lumière, et Le Naviglio à Ponte San Marco, vers 1880.

### Brianza (1880–1886)

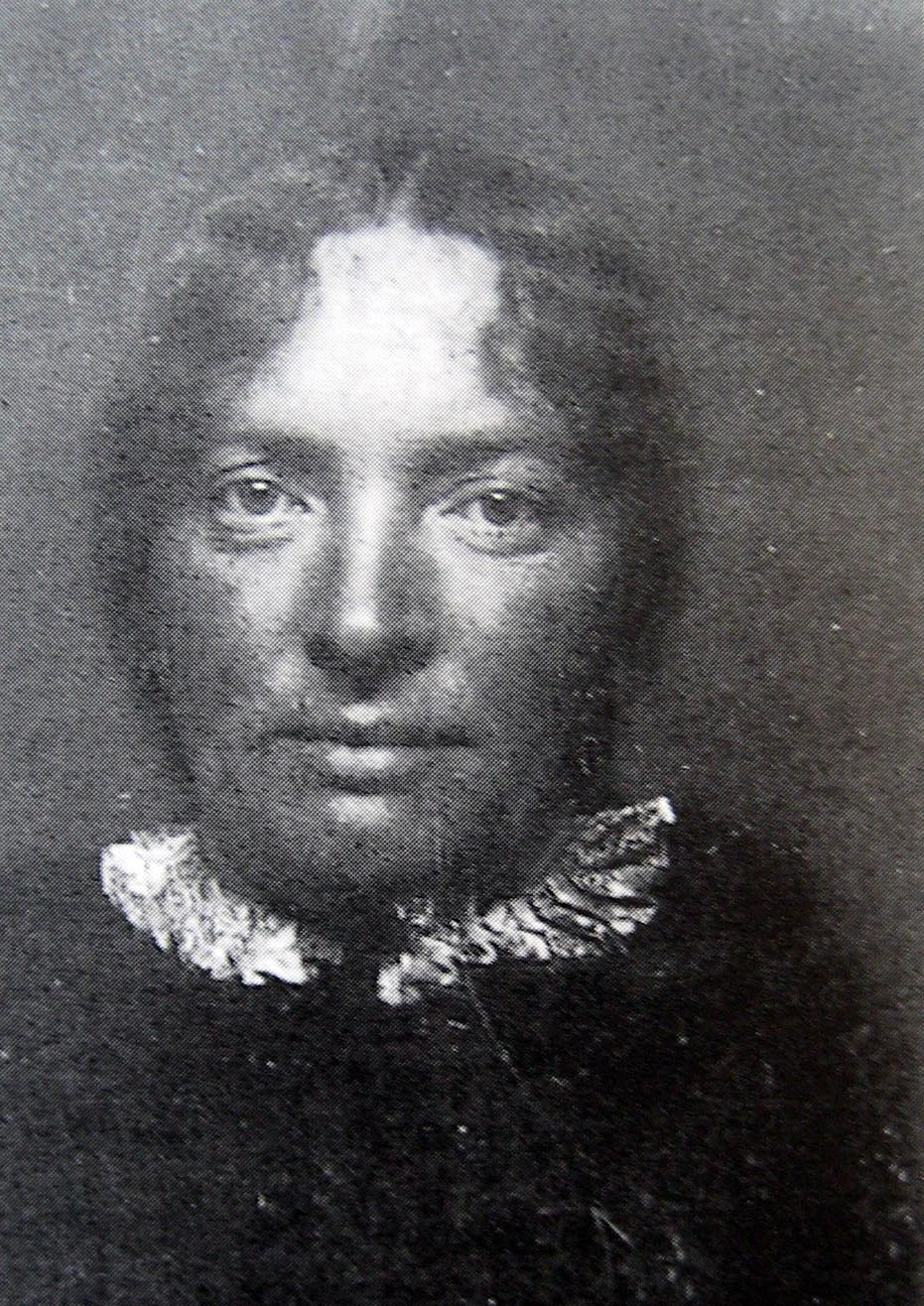
Bice Segantini.

En 1880, Segantini emménage dans son premier atelier sur la Via San Marco près des Navigli de Milan, qu'il garde comme domicile à Milan. Il y rencontre Luigia Bugatti (1863-1938), âgée de dix-sept ans, connue sous le nom de Bice, la sœur de son camarade à l'Académie de Brera et ami Carlo Bugatti, qui deviendra plus tard un ébéniste recherché à Milan et à Paris. Bice est le modèle de La Falconiera (La fauconnière) de 1880, un tableau romantique qui reflète l'engouement du peintre. L'héroïne du tableau s'appelle Bice del Balzo et, aux yeux du peintre amoureux, « a pris une forme terrestre dans les formes féminines de la bien-aimée Luigia Bugatti, qui est désormais devenue sa Bice. ». Ils ne peuvent pas se marier car il n'a pas les papiers nécessaires.
En 1881, il s'installe avec Bice à Pusiano dans la Brianza, une région lacustre rurale et vallonnée entre Lecco et Milan où il peint des scènes paysannes aux tonalités sombres. Le couple y a deux fils, Gottardo Guido (1882-1974), plus tard lui-même peintre et biographe de son père, et Alberto (1883-1904). Leur troisième fils Mario (mars 1885-1916) et leur fille Bianca (mai 1886-1980) naissent plus tard à Milan. Mario deviendra également peintre et Bianca publiera les écrits et les lettres de son père en allemand à Leipzig en 1909. En 1882, la famille Segantini s'installe dans un manoir à Carella, où Segantini rencontre le peintre lombard Emilio Longoni (1859-1932), qui vit et travaille dans la même maison pendant un certain temps.
Il travaille grâce au soutien financier de Grubicy, en étroite collaboration avec Emilio Longoni : au cours de ces années, son art tente de se détacher des milieux académiques de sa jeunesse, à la recherche d'une forme d'expression plus personnelle et originale.
Le 20 janvier 1883, Segantini et Grubicy signent un contrat dans lequel Segantini autorise son mécène et marchand à signer des tableaux avec le monogramme GS, à le représenter dans toutes les affaires publiques et privées, et à disposer de son œuvre et de ses biens, se libérant ainsi définitivement du soutien de Grubicy.
Segantini étudie en détail la nature morte et développe une peinture orientée vers la nature dans de nombreuses natures mortes. Il peint souvent des fleurs car, pour lui, elles incarnent la pure beauté de la nature. Sur le Lago di Pusiano, la première version de l'Ave Maria auf der Überfahrt est créée en 1882, qui reçoit un prix lors d'une exposition à Amsterdam deux ans plus tard. Cette première version n'est plus conservée.
Les sujets de cette période sont principalement inspirés de la vie paysanne, avec de nombreuses scènes de genre, souvent aux tonalités idylliques et bucoliques, et des vues se rapportant à la Brianza. Ces années voient les premiers chefs-d'œuvre du peintre : parmi les scènes de genre, on trouve les Zampognari dans la Brianza, huile sur toile, conservée au Musée national de Tokyo, La récolte des cocons (1882), La bénédiction des moutons et La première messe. Dans ces deux derniers ouvrages, deux vues de la Brianza sont particulièrement reconnaissables, respectivement Inverigo et Veduggio ; cependant ils ne sont pas fidèlement rendus par le peintre, mais réinterprétés afin de rendre la composition plus monumentale et suggestive. Dans A Messa Prima, par exemple, la façade de l'église est tournée de 180 degrés par rapport aux marches du cimetière, afin d'isoler la figure solitaire du prêtre, qui monte les marches qui se détachent sur le ciel, avec un effet presque mystique. Après l'orage, qui représente un troupeau de moutons revenant avec la bergère après une averse, montre un rendu original en contre-jour et parvient à rendre avec une immédiateté exceptionnelle la condition atmosphérique particulière de la fin d'un orage d'été.
Les premières grandes reconnaissances de l'artiste en Italie et à l'étranger correspondent également à la période de la Brianza : en 1883, Ave Maria a transbordo remporte la médaille d'or à l'exposition internationale d'Amsterdam, tandis que La tonte des moutons est récompensée à Anvers.
En 1884, Segantini quitte Carella avec sa famille et s'installe à Corneno. De 1885 à 1886, il séjourne seul six mois à Caglio, commune des Préalpes lombardes, à quelques kilomètres de Carella. Dans l'une de ses œuvres les plus importantes, An der Stange, une grande composition lumineuse et spacieuse, qui résume les expériences de la Brianza et représente la somme de son développement pictural jusqu'à présent, il anticipe de son triptyque Sein, Werden, Vergehen. Réalisée en six mois de travail en plein air à Caglio, elle est présentée à la Permanente di Milano en 1886, et rencontre immédiatement un succès considérable auprès du public et de la critique, ce qui conduit Segantini à remporter la médaille d'or à Amsterdam ; elle est ensuite achetée par l'État italien pour la Galerie nationale d'art moderne et contemporain de Rome, où elle est encore exposée aujourd'hui.

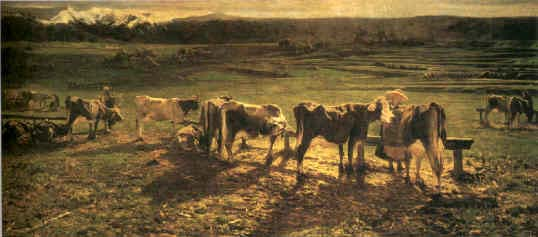
Alla stanga.

Alla stanga est considérée comme le résultat le plus abouti de la phase naturaliste du peintre, qui après ce travail évoluera vers différents sujets, abandonnant progressivement la réalité rurale pour le symbolisme, ainsi que la technique traditionnelle des couleurs mélangées sur la palette, au profit de l'application pointilliste de couleurs pures sur la toile. L'œuvre représente une vue des Préalpes lombardes depuis la ville de Caglio, mais là aussi l'auteur opère une sorte de montage perspectif, regroupant sur la toile des vues prises sur le vif, mais de lieux différents. La composition, qui va du détail des herbes et des broussailles, décrit au premier plan, en passant par la rangée de vaches à côté du soi-disant poteau, puis parcourant les vastes prairies jusqu'aux détails à peine mentionnés du village et des arbres, pour arriver aux montagnes qui se dressent contre l'étroite bande de ciel blanchie par la neige, semble vouloir représenter, au-delà de l'épisode champêtre, la majesté de l'infini. Dans cette phase de sa production artistique, l'inspiration de Jean-François Millet et de l'école de Barbizon, pour la similitude tant dans les sujets pastoraux représentés que dans le ton religieux et mystique que Segantini donne à ses scènes, est évidente.

### Savognin (1886-1894)

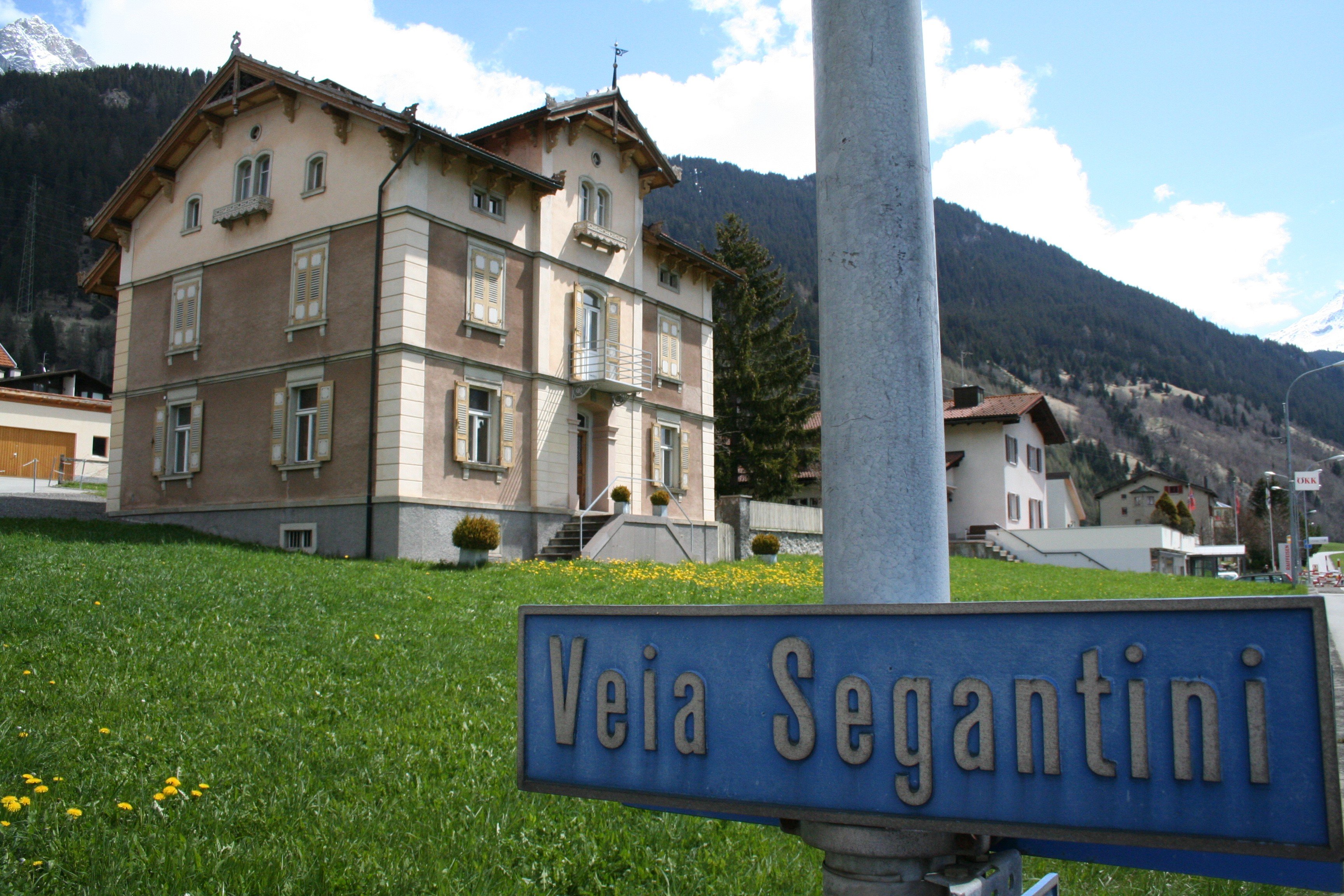
Maison de Segantini à Savognin.

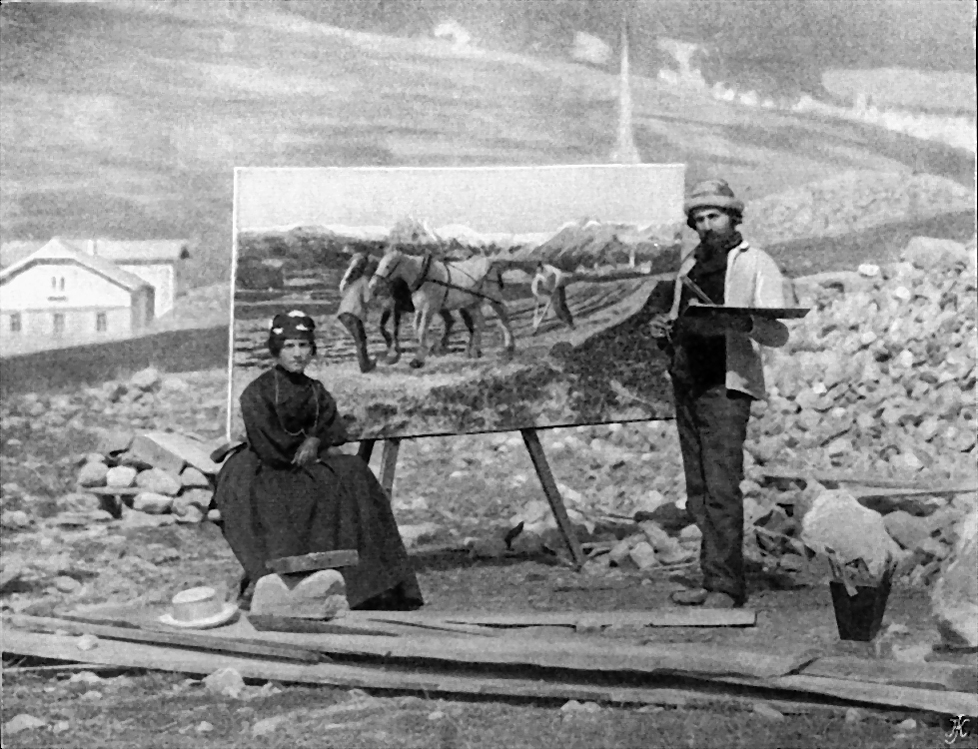
Giovanni Segantini et Bice devant le tableau Labourage (vers 1888).

Fatigué du paysage, Segantini quitte la Brianza en 1886, s'installe à Milan avec sa famille pendant six mois et réalise des œuvres pour la bourgeoisie lombarde. Après une longue excursion via Côme, Livigno, Poschiavo, Pontresina et Silvaplana, il s'installe à Savognin dans le canton des Grisons dans la maison Peterelli, où il vit avec sa famille jusqu'en 1894. La lumière de la montagne lui inspire un nouveau langage pictural. Segantini transforme des moments de la vie villageoise et alpine en images dans lesquelles les ruraux sont intégrés au paysage. Beaucoup de ses grandes œuvres y sont créées dont une nouvelle version de l'Ave Maria bei der Überfahrt, dans laquelle il expérimente pour la première fois la technique du pointillisme. L'un de ses tableaux les plus appréciés, Les Deux Mères, a également été réalisé à Savognin ; Die Scholle de 1890 se trouve maintenant à la Neue Pinakothek de Munich.
Il commence à aborder le mouvement divisionniste, d'abord avec des expériences simples et au fil du temps d'une manière de plus en plus claire et totale. Pendant ce temps, Grubicy mène une activité promotionnelle réussie pour lui, ce qui accroît sa renommée dans le pays et à l'étranger : il devient célèbre aux Pays-Bas, en Belgique, en Allemagne, plus tard aussi en Autriche et au Japon ; il devient ainsi également un collaborateur apprécié et recherché des revues d'art. Au cours de la même année, il commence à intégrer sa propre caractérisation artistique pointilliste avec des accents symbolistes, notamment par l'utilisation d'allégories, basées sur des modèles nordiques.
Max Liebermann et Ludwig Fulda lui rendent visite. Giovanni Giacometti et le jeune Cuno Amiet, qu'il rencontre lors de vacances d'été à Stampa en 1896 avec Giacometti, bénéficient de son soutien bienveillant,. Lors de l'exposition universelle de 1886 à Londres, Segantini est l'un des artistes les mieux représentés de l'exposition italienne, confirmant sa présence internationale. En 1889, il est représenté avec des œuvres dans la section italienne de l'exposition universelle de Paris, et le tableau Vaches à l'abreuvoir de 1888 reçoit la médaille d'or. Dans ses peintures, il commence à aborder le symbolisme. La première « rétrospective Segantini » a lieu en décembre 1891 à la galerie Grubicy de Milan. Segantini établit des relations avec les marchands Ernst Arnold à Dresde, Eduard Schulte à Berlin, ainsi que d'autres, à la suite de quoi Alberto Grubicy perd le droit exclusif sur ses œuvres.
Vers 1888 Segantini développe à Milan une solide amitié avec un peintre qui a déjà atteint une grande renommée, Francesco Filippini, qui lui dédie le tableau Impression de la lagune.

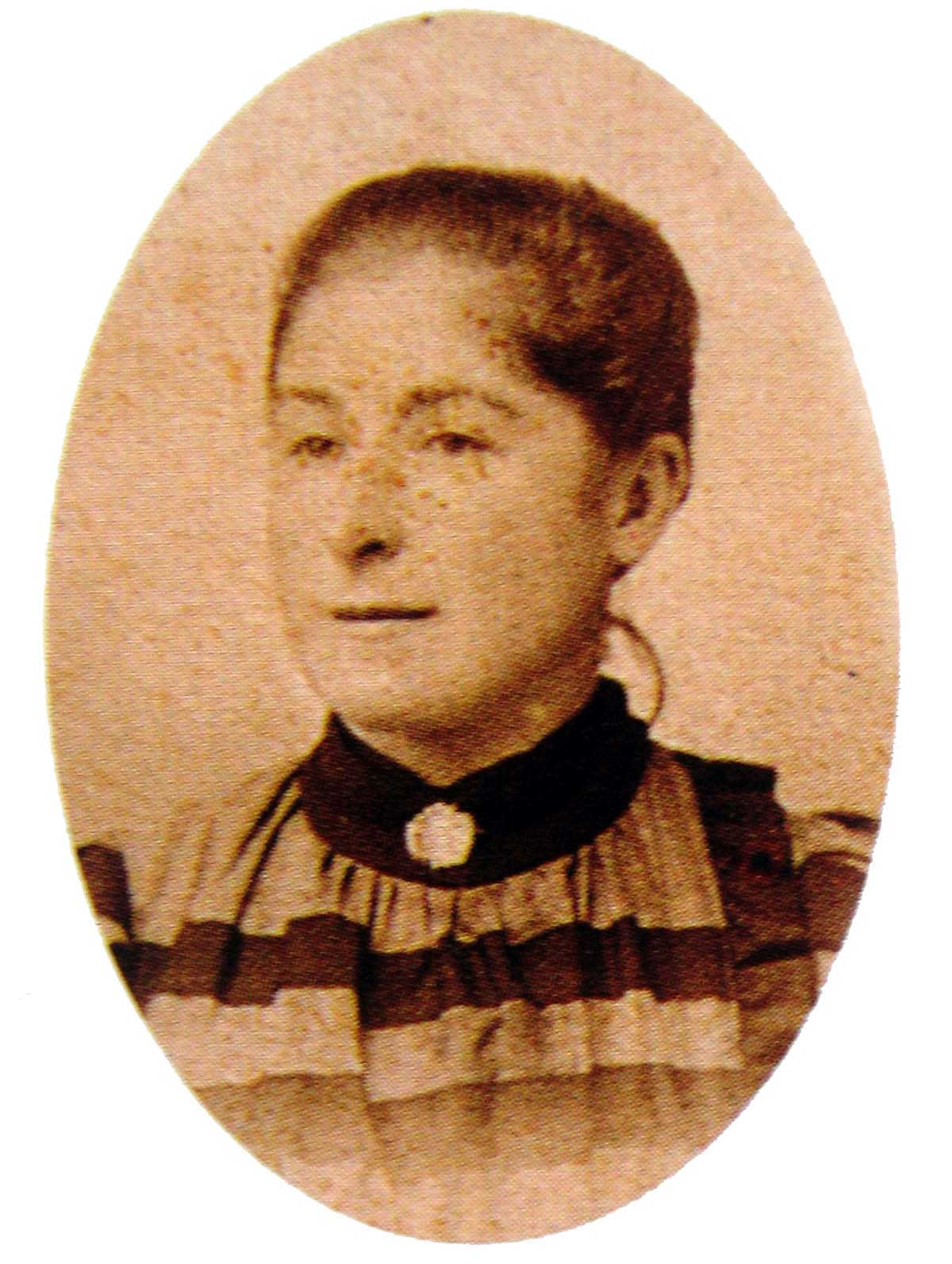
Barbara Uffer à vingt ans.

Barbara Uffer, son modèle préféré, est représentée dans de nombreuses œuvres de Segantini : entre autres, à partir de 1887, en tant que buveuse à la fontaine dans Bündnerin am Brunnen ; en tant que tricoteuse dans un pré dans Knitting Girl de 1888 ; comme bergère sous un ciel bleu éclatant dans Midi dans les Alpes de 1891 ou comme dormant près d'une clôture en Paix à l'ombre de 1892. Après que Segantini se soit installé à Savognin avec sa famille en 1886, Barbara, alors âgée de 13 ans, connue sous le nom de Baba, travaille pour la famille comme nounou et femme de chambre. Elle s'occupe des quatre enfants Gottardo, Alberto, Mario et Bianca et des chambres. De plus, elle doit accompagner Segantini avec du matériel de peinture et des provisions lorsqu'il travaille dans la campagne.
Lorsque les Segantini déménagent à Maloja en 1894, Baba les suit. En 1899, elle accompagne Segantini au Schafberg, où il travaille sur la partie médiane du triptyque. Après la mort de Segantini, elle reste avec Bice et les enfants pendant encore cinq ans, jusqu'à ce qu'elle quitte la famille au bout de 19 ans.

### Maloja (1894–1899)

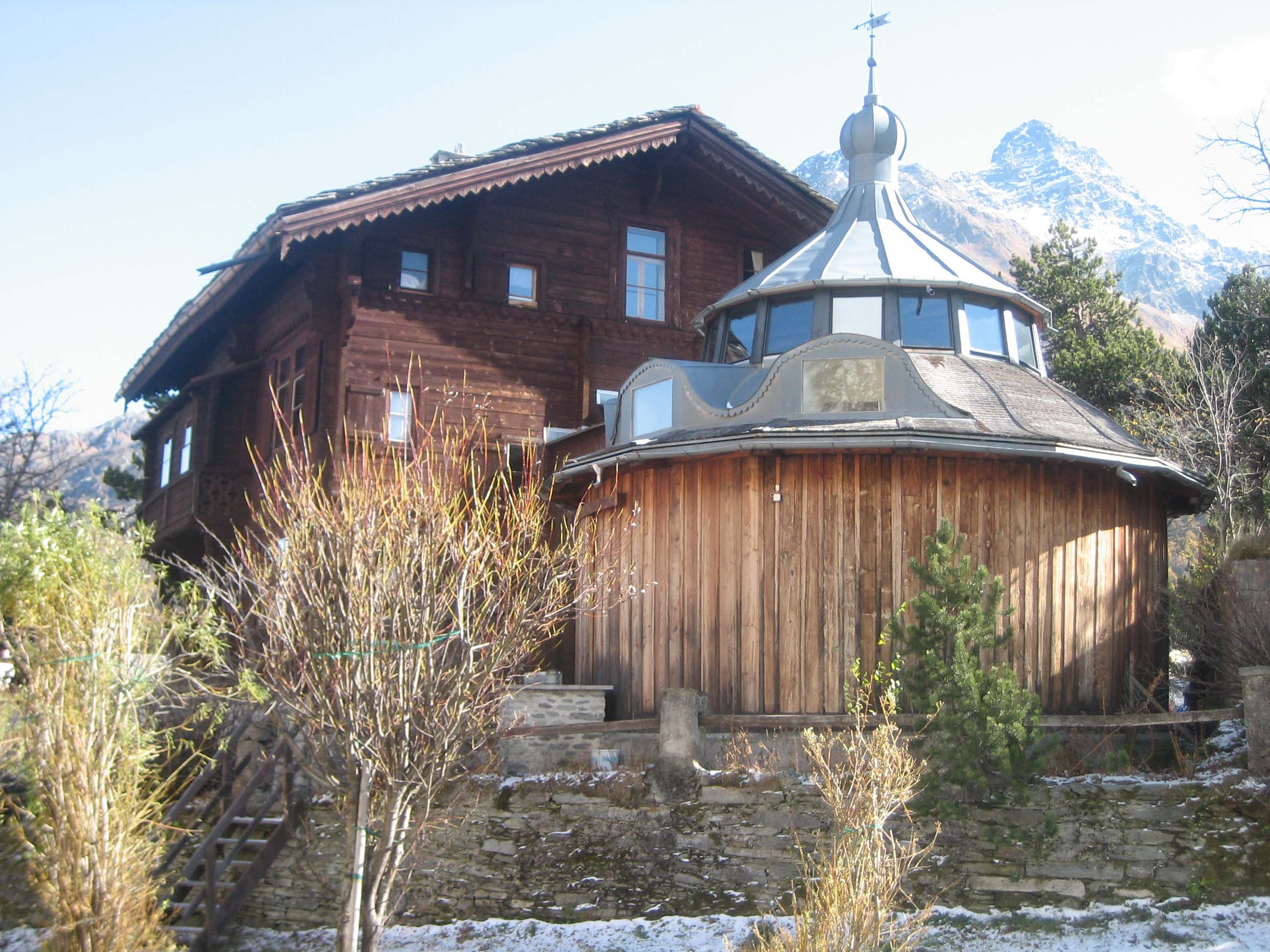
Maison et atelier de Segantini à Maloja.

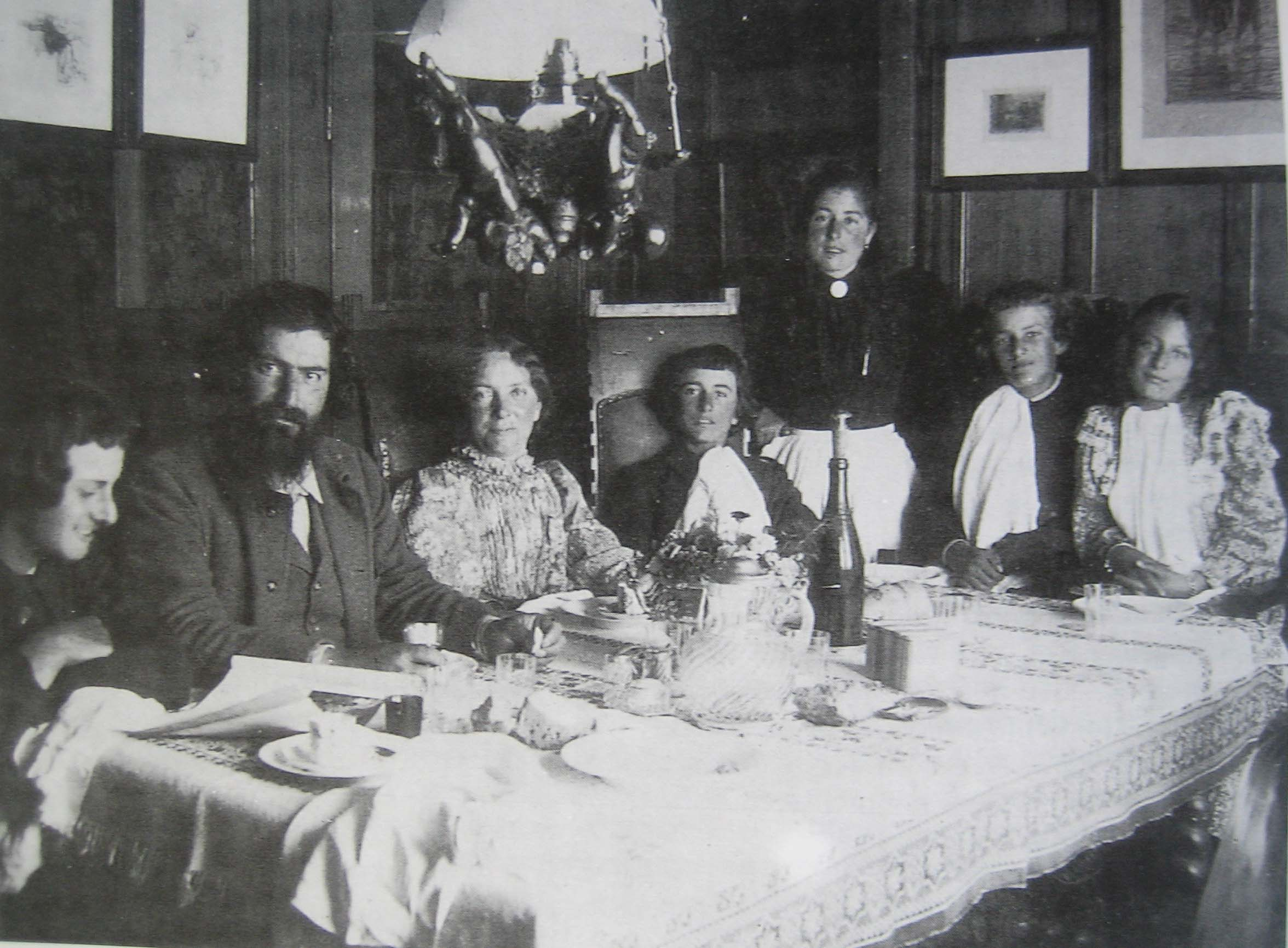
La famille Segantini à Maloja, 1898 : depuis la gauche, Gottardo, Giovanni, Bice, Mario, Baba Uffer, Alberto, Bianca.

En août 1894, Segantini et sa famille quittent Savognin et s'installent en Haute-Engadine, à Maloja. De Maloja, il ne se déplace que pendant la période hivernale la plus froide, au cours de laquelle il séjourne dans un hôtel à Soglio, dans le Val Bregaglia.
Ils vivent dans le Chalet Kuoni construit par l'ingénieur de la Compagnie des chemins de fer du Gothard Alexander Kuoni de Coire, un chalet spacieux non loin du lac de Sils, où il peint de nombreux paysages. Il suit également un désir d'approfondissement de la méditation personnelle et la redécouverte de son mysticisme : le petit village de Maloja lui permet une vie un peu solitaire ; la présence puissante du paysage alpin majestueux et intact qui l'entoure se reflète inévitablement dans ses œuvres de l'époque.
Segantini est entré en contact avec les marchands d'art Bruno et Paul Cassirer, ainsi que Felix Königs de Berlin, qui le représentent. À partir de 1896, Segantini travaille à Maloja en été et à Soglio dans le Val Bregaglia en hiver où il séjourne dans un hôtel, avec quelques voyages également à Milan. Entre autres choses, il crée des paysages de haute montagne dans une technique de peinture liée au néo-impressionnisme.
Il formule un projet grandiose et ambitieux, la construction du pavillon de l'Engadine pour l'Exposition Universelle de Paris en 1900 : un édifice rond, d'un diamètre de 70 mètres, dont les murs auraient dû abriter une gigantesque représentation picturale du paysage engadinois, longue de 220 mètres ; malgré son profond engagement dans le travail, celui-ci est réduit, en raison des coûts trop élevés et du manque de fonds qui en résulte (le soutien financier promis des hôteliers de l'Engadine, parmi les premiers clients du travail, fait également défaut), et devient le Triptyque de la Nature (ou des Alpes ), son œuvre la plus célèbre. Cependant, le triptyque est rejeté, jugé non conforme à l'image touristique que les mécènes entendent véhiculer à Paris, et finit par être exposé dans le pavillon italien. Le grandiose triptyque alpin Devenir - Être - Décéder (La vita - La natura - La morte) est composé des parties Vie, Nature et Mort. La vie est réalisée de 1896 à 1899 près de Soglio, La nature de 1897 à 1899 sur le Schafberg au-dessus de Pontresina dans l'Engadine et La mort de 1896 à 1899 au col de la Maloja en direction de Bergell. Il est aujourd'hui exposé au Musée Segantini de Saint-Moritz.
Pendant son séjour à Maloja, Segantini entretient une correspondance animée avec les poètes Angelo Orvieto (1869-1967) et Domenico Tumiati (1847-1933), la romancière Neera (pseudonyme d'Anna Radius Zuccari, 1846-1918), qui compte parmi ses premiers biographes, le romancier tardif milanais Gerolamo Rovetta, le librettiste Luigi Illica, le peintre divisionniste Giuseppe Pellizza et le poète napolitain Vittorio Pica (1866-1930). Ce dernier fait connaître l'impressionnisme et le symbolisme au public italien depuis Paris. Un échange commence avec les sécessionnistes viennois, qui voient un pionnier en Segantini. L'apatridie cause de grandes difficultés à Segantini. En Autriche, en revanche, où l'empereur François-Joseph Ier admire ses œuvres, il bénéficie d'une certaine protection.
En 1897, lors d'une réunion à Samedan, Segantini annonce un projet qui sera financé par les hôteliers engadinois, mais qui ne se concrétisera jamais. Pour l'exposition universelle de 1900 à Paris, il a prévu un Panorama de l'Engadine. L'objectif est de créer un pavillon « tout à fait dans la meilleure tradition du panorama du XIXe siècle » où il aurait montré la restauration des beautés naturelles de l'Engadine au moyen d'un illusionnisme pictural et plastique. Le projet prévoit une architecture circulaire en fer d'une superficie totale de 3 850 mètres carrés, qui doit représenter le paysage et l'atmosphère de la vie alpine suisse dans une vue panoramique à 360°. Le Triptyque de la nature doit y être intégré. Le coût élevé d'un million de francs, qui devrait être payé pour le seul loyer, et les longues négociations qui en résultent, qui durent jusqu'en 1900, font échouer le projet.
Pour l'illustration d'une Bible, pour laquelle la maison d'édition Geillustreerde Bijbel Uitgaven à Amsterdam a monté une société dans le but de publier la Bible en plusieurs langues à moindre coût, de nombreux artistes de renommée européenne sont sollicités pour participer. En 1898, Segantini livre trois dessins. L'entreprise dure de 1896 à 1903.
En 1895, il reçoit le premier Grand Prix de la première Biennale de Venise. 
En 1898, lors de la première exposition de la Sécession viennoise, des œuvres de Segantini, de Renoir, de Constantin Meunier, de Fernand Khnopff, de Max Klinger et de Franz von Stuck sont notamment présentées. L'œuvre de Segantini qui y est exposée est admirée.

Il expose ses pensées et ses vues artistiques dans de nombreux textes dont en novembre 1898, les Réflexions sur l'art de Segantini, sa réponse à un sondage de Léon Tolstoï dans un article du Figaro, dans lequel il demande aux artistes : « Qu'est-ce que l'art ? », publié par le magazine de la Sécession viennoise Ver sacrum. À la question de Tolstoï, Segantini répond au début : « Quand j'ai voulu apaiser la douleur des parents d'un enfant mort, j'ai peint La douleur réconfortée par la foi ; pour consacrer le lien de deux amants, j'ai peint L'amour au Lebensborn ; pour faire sentir toute l'intimité de l'amour maternel, j'ai peint Le fruit de l'amour, L'ange de la vie ; quand j'ai voulu punir les mauvaises mères et les vaines et stériles voluptueuses, j'ai peint Punition du Purgatoire et quand j'ai voulu enfin indiquer la source de tous les maux, j'ai peint Vanité. » À la fin, il répond : « Léon Tolstoï fait semblant de ne pas savoir ce qu'on entend par beauté et quelle est sa signification. Il n'a qu'à regarder une fleur ; cela lui dirait mieux que n'importe quelle définition ce qu'est la beauté. Il agit aussi comme s'il ne savait pas où commence l'art. Il commence là où s'arrêtent le brutal, l'artificiel et le banal. Si vous passez devant une ferme avec des fleurs amoureusement tenues à la fenêtre, vous pouvez être sûr que l'intérieur de cette maison sera ordonné et propre, et que les gens qui y vivent ne seront pas mauvais. C'est là que l'art commence avec ses bienfaits. »

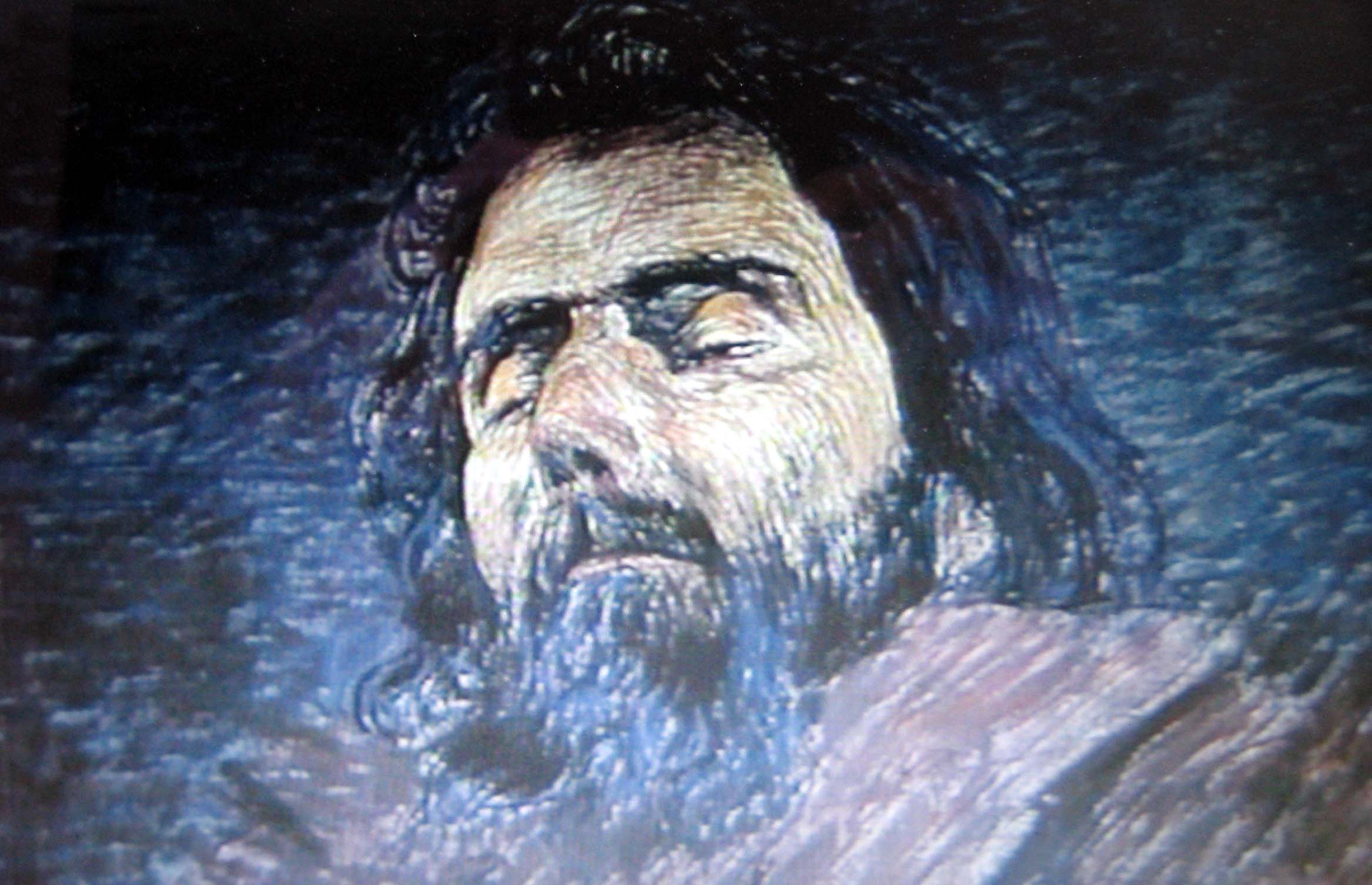
Giovanni Giacometti, Segantini sur son lit de mort.

À la mi-septembre 1899, Segantini gravit le Schafberg avec Barbara Uffer et son fils Mario pour travailler sur l'Être, presque terminé. Pendant l'été, il a travaillé sur Devenir et Décéder : le grand Triptyque de la nature doit être prêt pour l'exposition universelle de Paris. Peu de temps après son arrivée, il souffre de douleurs abdominales, de fatigue et de troubles de la conscience, mais continue à travailler sans relâche. Baba se précipite à Saint-Moritz pour voir Oscar Bernhard, médecin et ami du peintre. Avec la femme de Segantini, Bice, qui s'est précipitée de Milan, il escalade la montagne, mais il est impossible d'aider le patient.
Giovanni Segantini décède le 28 septembre à l'âge de 41 ans dans la cabane du Schafberg qui portera plus tard son nom, un jeudi, quarante minutes avant minuit. Sont présents son fils Mario, le Dr Oscar Bernhard (de) et Bice. En prévision de sa fin prochaine, mais aussi de sa reconnaissance, il dit à sa femme découragée : « J'ai vu une grande foule là-bas, ces gens étaient si petits, et moi, j'étais si grand ». Ses derniers mots auraient été : « Voglio vedere le mie montagne. » (Je veux voir mes montagnes.) – un engagement définitif envers ses montagnes bien-aimées. Après sa mort, son jeune ami Giovanni Giacometti vient sur son lit de mort et peint l'artiste vénéré.

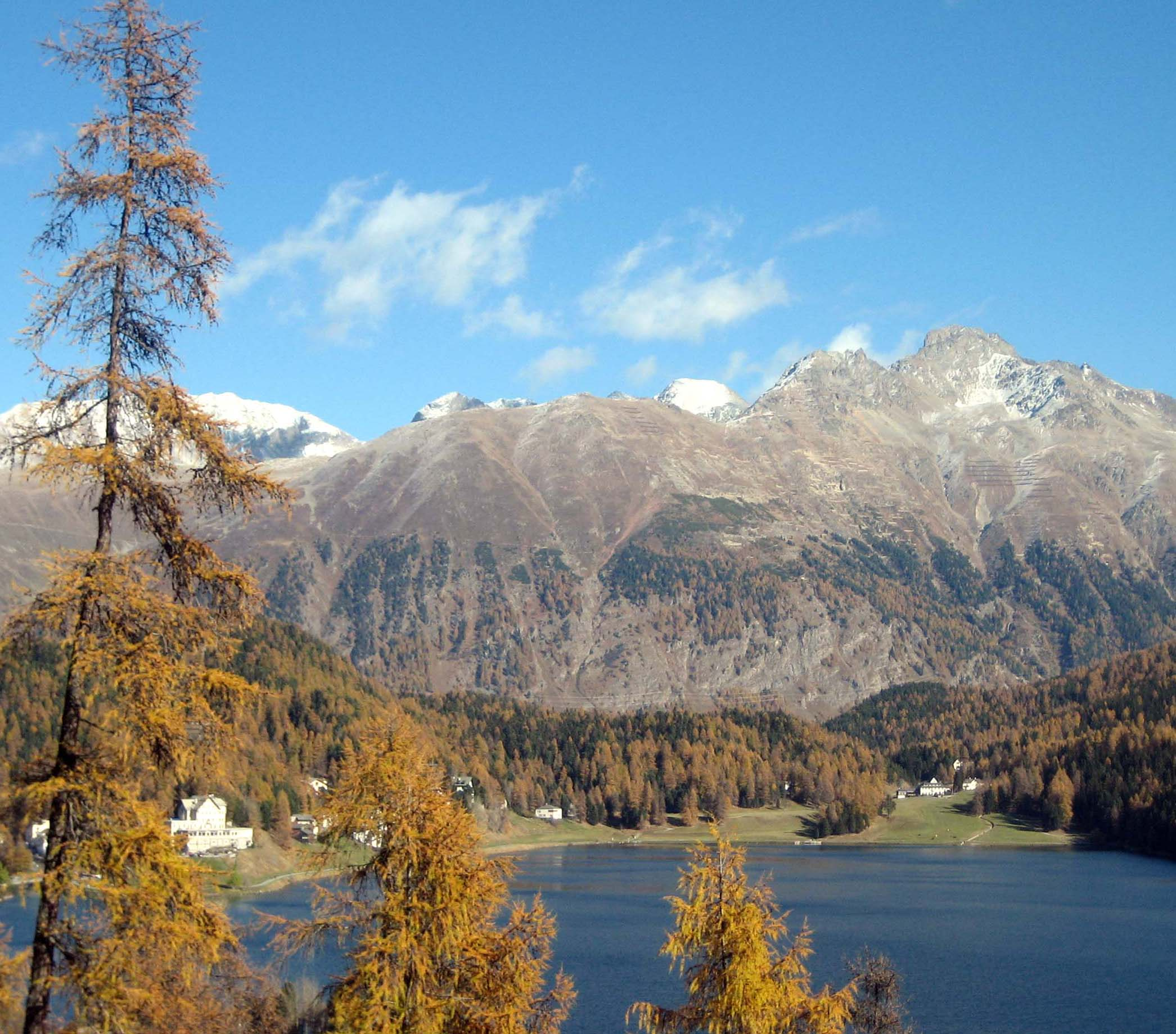
Le Schafberg (au milieu de l'image).
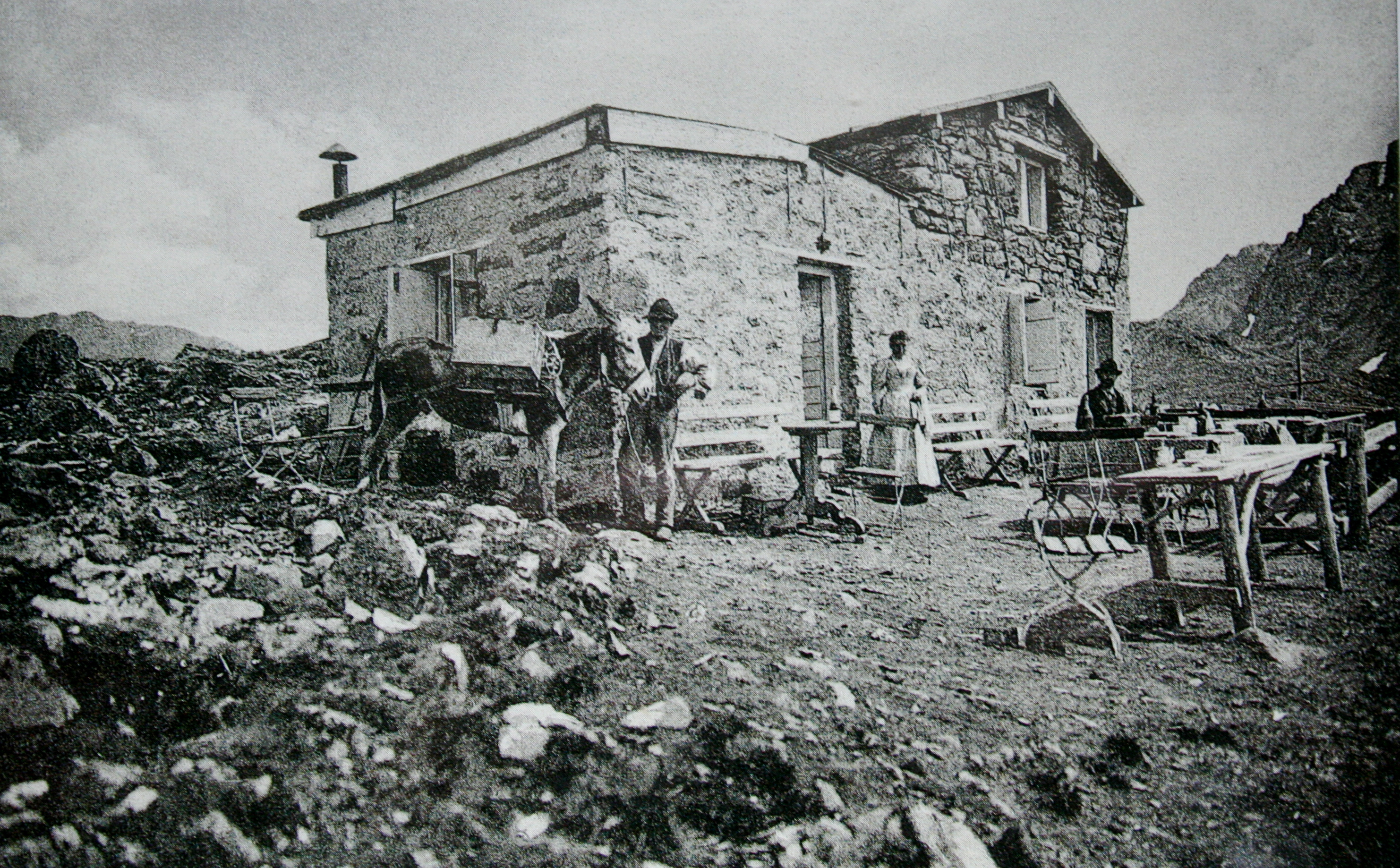
Cabane Segantini vers 1900.
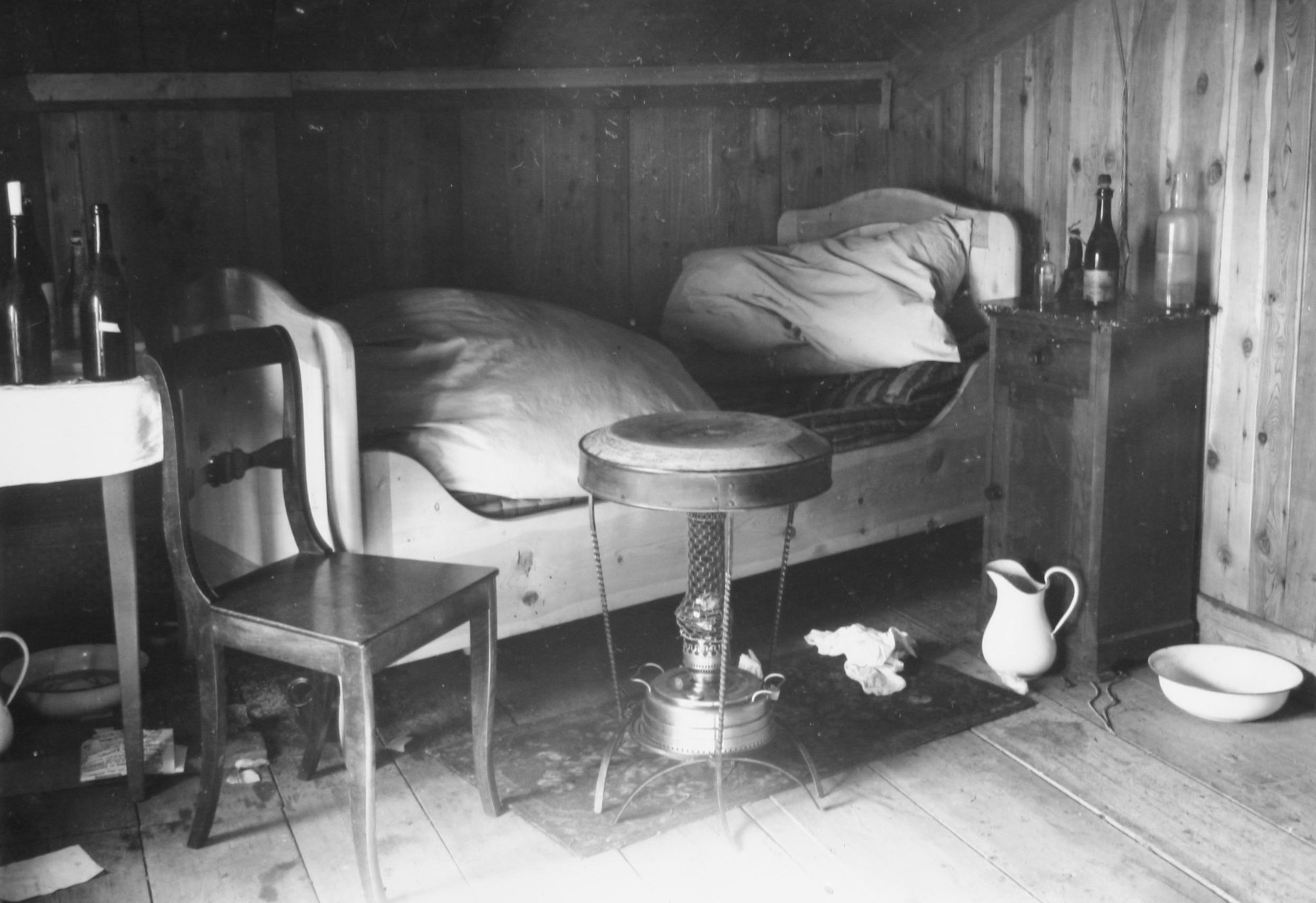
Lieu du décès.
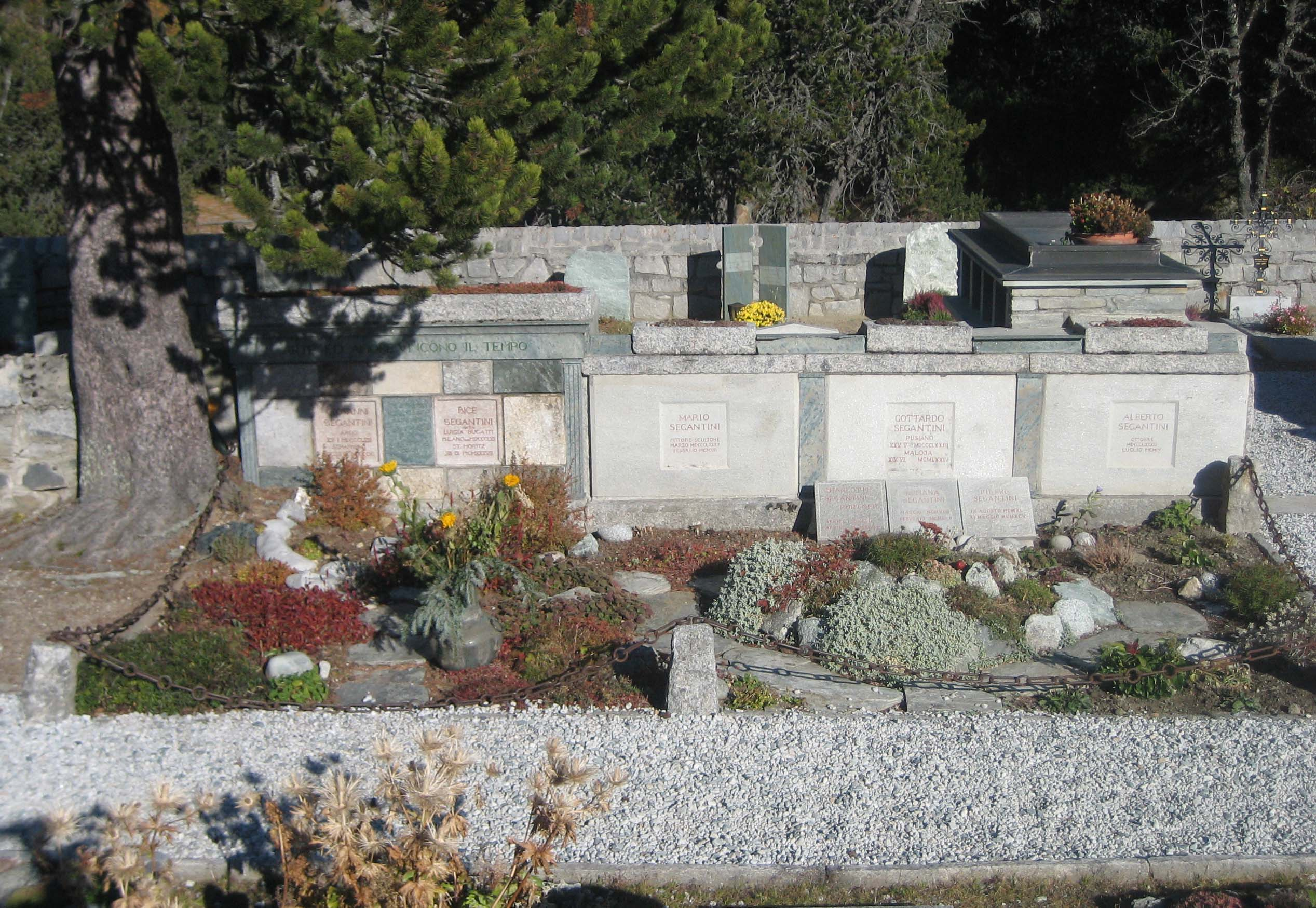
Tombes de Giovanni Segantini, Bice et leurs fils.

Le 1er octobre 1899 Segantini est enterré dans le petit cimetière de Maloja, qu'il avait peint en 1895-1896 dans Glaubenstrost. Bice meurt le 13 septembre 1938 à St Moritz, 39 années plus tard. Elle est enterrée à côté de Giovanni. Une plaque porte l'inscription « Da presso e da lunge in terra e in cielo uniti in vita e in morte ora e semper » (« Près et loin, sur terre et au ciel, unis dans la vie et dans la mort, maintenant et toujours »). Au-dessus de leurs tombes se trouve l'inscription « Arte ed amore vincono il tempo » (« L'art et l'amour triomphent du temps »). À côté de Giovanni et Bice se trouvent les tombes de leurs fils Mario, Gottardo et Alberto Segantini. Leur fille Bianca a été enterrée à Arco, où elle est revenue après son séjour à Leipzig.
Dans son rapport médical, rédigé 14 jours après le décès du patient, Oscar Bernhard a retenu le diagnostic d'appendicite. Il justifie le fait qu'il n'a pas opéré le patient par sa faiblesse générale, le manque de chaleur dans la chambre sur le Schafberg et l'impossibilité de le transporter dans la vallée. Cependant, les symptômes de la maladie de Segantini peuvent également indiquer un saturnisme : Segantini utilisait de grandes quantités de céruse dans sa peinture ; le manteau qu'il portait au travail montre une contamination au plomb sur les manches
Il est l'oncle de Rembrandt Bugatti et d'Ettore Bugatti.
D'Annunzio l'a célébré dans l'ode Pour la mort de Giovanni Segantini, incluse dans le recueil de poèmes Elettra.

## Style

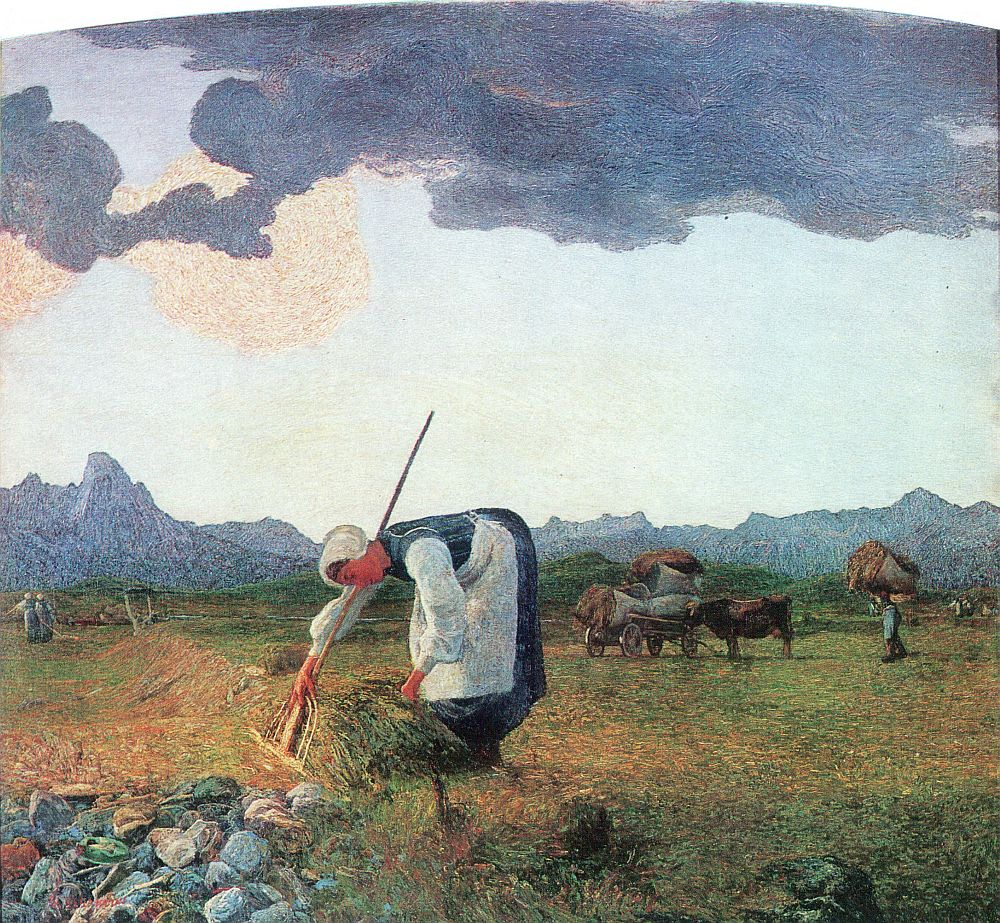
La récolte de foin (1890-1898).

La véritable carrière de Segantini commence lorsqu'il déménage dans la Brianza. Son expression artistique se rapproche alors de celle de Jean-François Millet, qui a déjà anticipé des éléments stylistiques de l'impressionnisme avec ses peintures telles que Le printemps, créées entre 1868 et 1873, et dans ses peintures de paysage et dessins ultérieurs, créés à partir de 1865, avec sa lumière mystique proche du symbolisme. Segantini ne connaissait le travail du Français qu'à partir de photographies. Le travail des deux peintres diffère toutefois en faisant une comparaison plus étroite : le peintre d'atelier qu'est Millet a peint ses paysages sombrement, tandis que Segantini les a peints avec éclat et dans une lumière impitoyable. Dans une lettre au poète Tumiati datée du 29 mai 1898, Segantini écrit : « Afin d'exprimer plus fortement mes émotions et aussi de pouvoir revigorer tout le milieu de mon travail à travers les sensations poétiques et pittoresques de mon esprit, je me suis d'abord émancipé des modèles froids, suis sortis le soir aux heures du coucher du soleil et ai absorbé en moi l’ambiance que je communiquais le jour à la toile. »
Cette époque poétique et rêveuse coïncide avec sa libération de la vie mentalement restrictive de la grande ville. L'harmonie de son environnement rural, son engouement pour la vie à la campagne et son jeune foyer contribuent à ce développement artistique et encouragent la création de l'intérieur,.
Chez Segantini, les êtres humains ont été intégrés dans le paysage dès le début et ont fusionné avec lui. Millet avait poétisé le paysan, l'avait exalté en termes romantiques et littéraires ; pour Segantini, les bergers et les paysans restent simples et sans aucun pathos. Avec Gustave Courbet, Millet découvre le paysan comme thème artistique, et le choix de ce thème est l'expression d'un programme socio-éthique. Millet voit le paysan en intellectuel, en citadin, de l'extérieur et comme une critique de la vie citadine. Malgré la similitude extérieure des motifs des deux artistes, ceux de Segantini ont une essence très différente. Il voulait simplement peindre ses modèles « [...], très différemment de Millet, heureux, beaux et contents, ne suscitant pas la pitié, certainement plus envieux quand on apprend à les connaître, de leur vie, comme je l’ai fait. »
En 1908, dans le Kunstwart, un magazine allemand proche du mouvement Lebensreform, Ferdinand Avenarius fait une comparaison avec Millet et la résume dans la déclaration suivante : « Segantini est loin d'atteindre Millet en termes de puissance de la forme humaine, mais il ne cherche pas non plus à l'atteindre. Il donne à son peuple la grandeur de Millet, mais il n'en fait pas le seul souverain. Plus encore que Millet, ce qui est grand pour lui, c'est le tout, le pays, la terre maternelle, ou, avec une emphase différente sur l'émotion, la «vie» ».
À l'encontre de l'effort de Segantini pour dépeindre la grandeur de la vie naturelle et humaine sans pathos, son fils, en tant que biographe, emploie souvent un ton audacieux lorsqu'il s'agit de dépeindre la grandeur de l'artiste : « Pour lui l'artiste est un prêtre de la beauté sublime du créé, qui doit donner sa vie et, si nécessaire, se sacrifier au service de cette déesse éclairée. »
Segantini a vécu à une époque d'industrialisation accélérée, de grandes réalisations techniques (achèvement du chemin de fer du Gothard en 1882) et de progrès scientifiques. Comme de nombreux artistes, il considérait l'avancée des modes de pensée naturalistes et matérialistes comme un danger pour le spirituel, l'âme et l'idéal. Concernant la relation entre l'idéal et la nature, il a dit : « Un idéal en dehors du naturel n'a pas de vitalité durable ; mais une réalité sans idéal est une réalité sans vie. »
Dans la biographie de Segantini, son fils Gottardo se demande si Segantini était un naturaliste ou un idéaliste et conclut qu'il n'était ni l'un ni l'autre : « Ce n'est plus un naturaliste qui, à force d'efforts sérieux et constants, a perfectionné ses compétences en compétition avec les plus grands de son temps, c'est un grand idéaliste. » Reproduire l'écoute de la nature, ne pas « s'immerger dans des particularités grotesques et intéressantes, mais fixer les beautés généralement reconnues » était la direction fondamentale de son effort.
Segantini ne voulait pas suivre les critiques, ne voulait pas produire un soi-disant art populaire. Ses tableaux n'étaient pas des tableaux publics. Ils ont fait sensation parmi les peintres créatifs et ont au moins été reconnus là où ils s'inscrivaient dans des mouvements artistiques avant-gardistes. Ils ont acquis une position particulière dans la mesure où ils ont été utilisés en divers endroits pour déclarer la guerre à l'attitude picturale traditionnelle. Si, après la mort de l'artiste, ses œuvres et son nom ont rapidement gagné en notoriété et que le public a fait de ses tableaux ses « coups de cœur », on ne peut en conclure qu'ils ont aussi été peints comme des tableaux publics.
Pendant longtemps, l'appréciation de l'art de Segantini a été déterminée par le fait qu'il peignait avec la technique pointilliste. Pour lui, cependant, la technique n'était qu'un moyen pour arriver à ses fins. Il était avant tout un peintre de rêves de paysage et s'est inspiré de la haute montagne pour porter ces rêves sur la toile. Bien que Segantini, d'un point de vue historique de l'art, appartienne aux symbolistes avec sa propre technique de pointillisme, il était fondamentalement un expressionniste et utilisait des formes d'expression réalistes. Ainsi, « malgré la diversité des moyens, il est proche de Caspar David Friedrich, qu'il surpasse certainement en termes de peinture et d'élémentarité de son expérience de la nature. »

### Thèmes

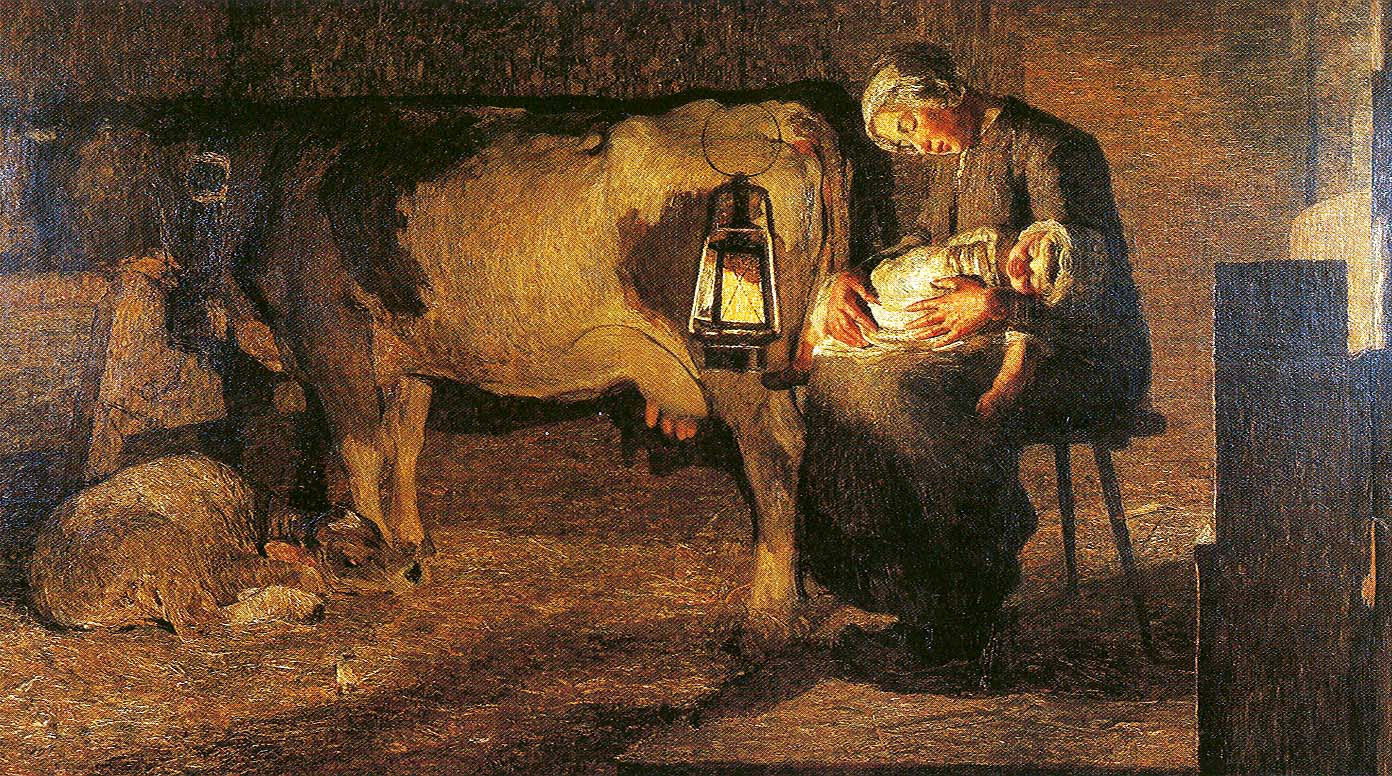
Les deux mères.

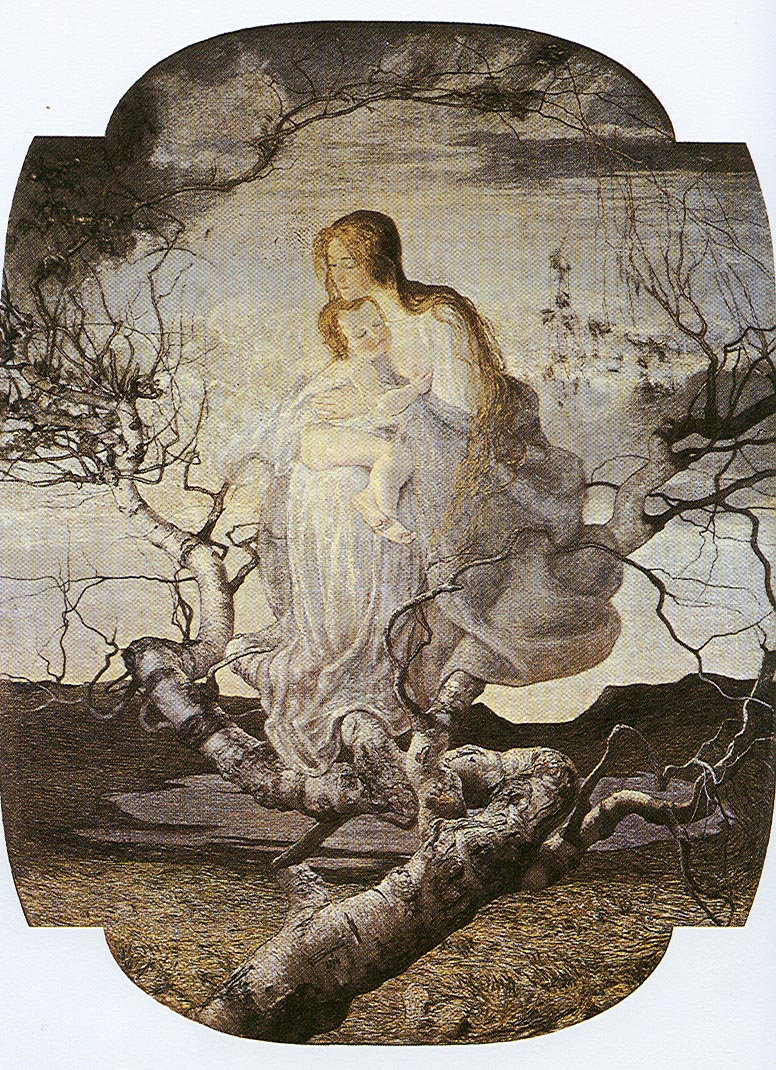
L'angelo della vita.

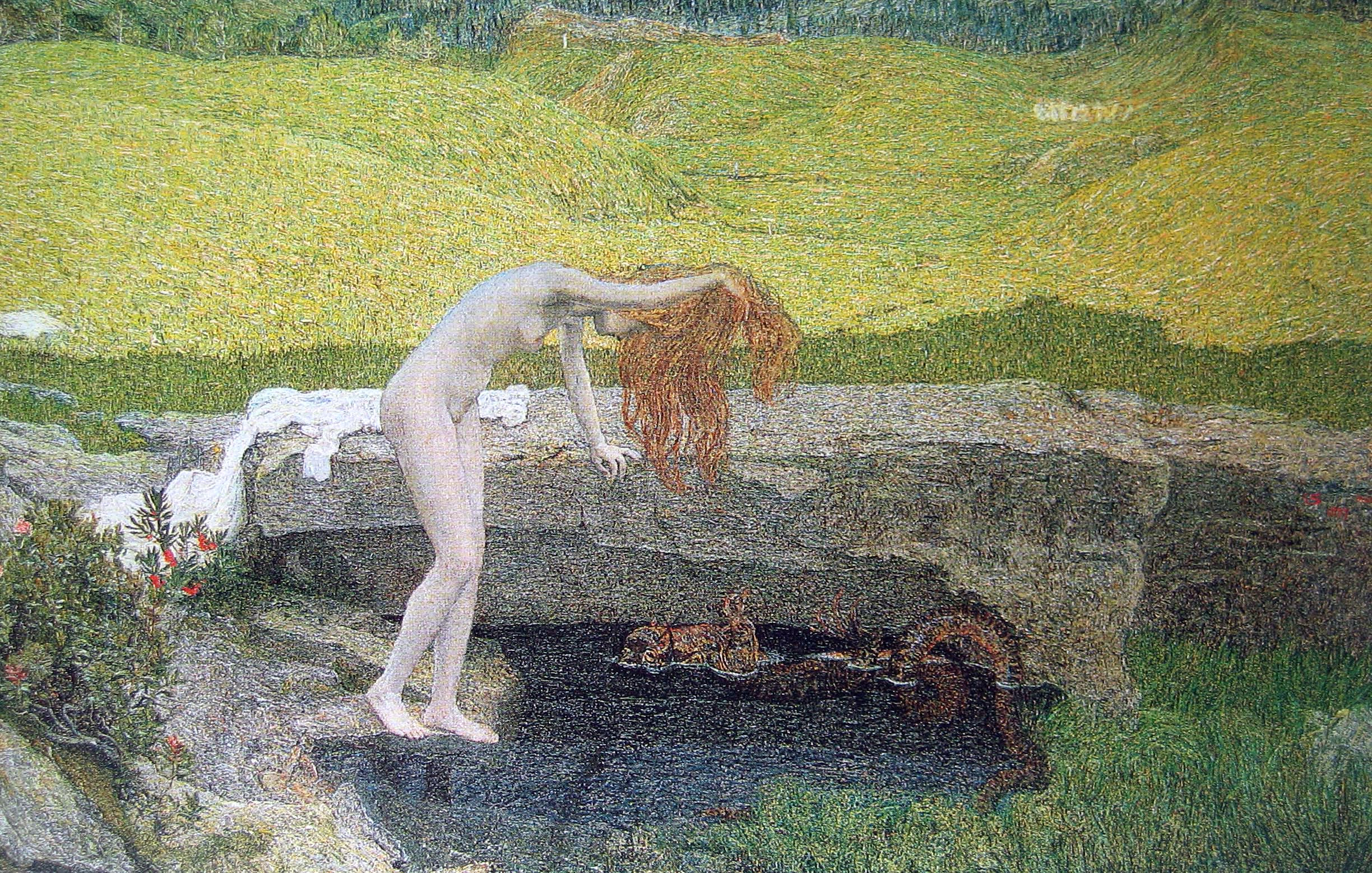
Vanité.

Au sein de la production symboliste, le thème central est celui de la figure féminine, et notamment le sujet de loin le plus récurrent est celui de la maternité. Ces sujets sont récurrents dans toute la poétique ségantinienne, aussi bien dans les peintures symbolistes que dans les peintures naturalistes : on peut dire que les genres coexistent et que la frontière entre les deux est en réalité très fugace. C'est le cas, par exemple, de son œuvre extrême, le Triptyque des Alpes, dans laquelle les sujets apparemment naturalistes se transforment en des métaphores de la vie, de la mort et de la nature.
Le thème de la mère avec son enfant peut être considéré comme un fil conducteur tout au long du travail de l'artiste. Une mère qui embrasse affectueusement son fils est déjà présente dans Ave Maria en transbordement de 1882. Deux tableaux intitulés Les Deux Mères sont consacrés à la maternité, comme lien profond de l'homme avec la nature : le premier, de 1889, se déroule à l'intérieur d'une étable, où la chaleur de la paille chauffe une vache avec son veau, reposant la tête sur la patte de sa mère, tandis qu'un nouveau-né s'endort dans les bras de sa mère. Dans le second, dix ans plus tard, une mère marche le long d'un chemin montagneux avec son fils, suivie d'une brebis avec son agneau. Dans ces œuvres, la similitude profonde entre le monde humain et le monde animal apparaît explicite, thème central de la poétique de Segantini. Deux des toiles les plus purement symbolistes sont également consacrées à la figure maternelle : Les mauvaises mères et L'ange de la vie. Il existe différentes versions des deux sujets, témoignant de l'attention que leur consacre le peintre. Les mauvaises mères se déroule dans une terre gelée et désolée, qui rappelle le cocyte de Dante Alighieri, où les femmes sont représentées avec leurs enfants négligés dans la vie, qui prennent des apparences monstrueuses, comme pour représenter les démons qui les persécutent.
Dans L'angelo della vita, au contraire, la figure de la mère avec son enfant est une vision profane du thème peut-être le plus représenté dans l'art occidental, la Vierge à l'Enfant. La figure de la mère est représentée avec une légèreté éthérée, assise sur un trône formé de branches de bouleau tordues, en partie fanées et en partie refleuries, pour représenter le cycle de la vie et de la mort, auquel la maternité donne le caractère d'éternité. Le thème de l'amour comme passerelle vers l'éternelle jeunesse est au centre d'une autre œuvre symboliste, L'Amour à la source de la vie de 1896, où un couple d'amoureux s'approche d'une source, gardée par un ange mystérieux. Aussi cette œuvre est-elle imprégnée de la profonde harmonie entre les figures humaines représentées, le joyeux couple de jeunes amants et la nature dans laquelle ils sont plongés, représentée dans sa luxuriance printanière. Un ton de condamnation moraliste se dégage plutôt du titre de Vanité, une œuvre dans laquelle la figure féminine est dépeinte solitaire en contemplant sa propre figure dans un étang, d'où émerge un serpent aux formes mythologiques, suggérant comment l'artiste considère la femme destinée à ne trouver son épanouissement que dans son rôle de mère ou de partenaire. Cependant, d'autres interprétations soulignent plutôt comment la symbolique du serpent représente un avertissement pour la femme, dont Segantini exalte la splendeur juvénile, de ne pas retomber dans les ruisseaux narcissiques de la vanité pour finaliser le don de la beauté à la relation d'amour envers l'autre.

### Triptyque des Alpes
Le Panorama de l'Engadine prévu pour l'Exposition Universelle de Paris en 1900 ne put être réalisé pour des raisons financières. Segantini a réduit la Symphonie alpine prévue pour le panorama en sept parties et a commencé par les trois parties centrales. À partir de croquis, il a travaillé sur des images à grande échelle dans lesquelles la lumière, l'air, la distance et l'arrière-plan doivent révéler le véritable esprit de la montagne. Parce que les quatre autres tableaux prévus pour la Symphonie alpine, L'Amour de soi, L'Amour du prochain, L'Œuvre et L'Avalanche, n'ont pas été achevés en raison de sa mort, le Triptyque des Alpes doit être vu comme un fragment de ce que Segantini avait en tête : un Panorama de l'Engadine.

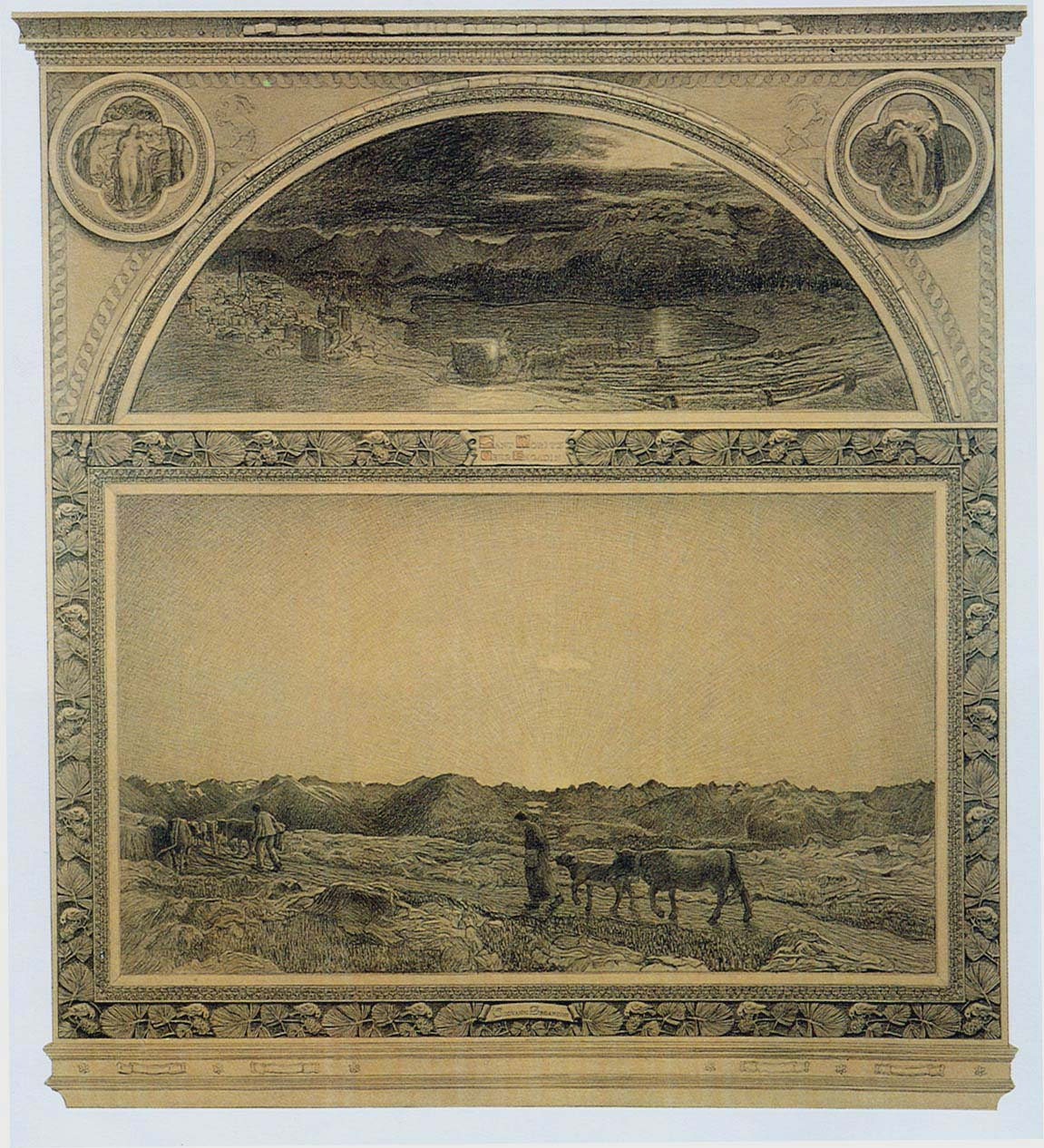
Étude La natura 1898.
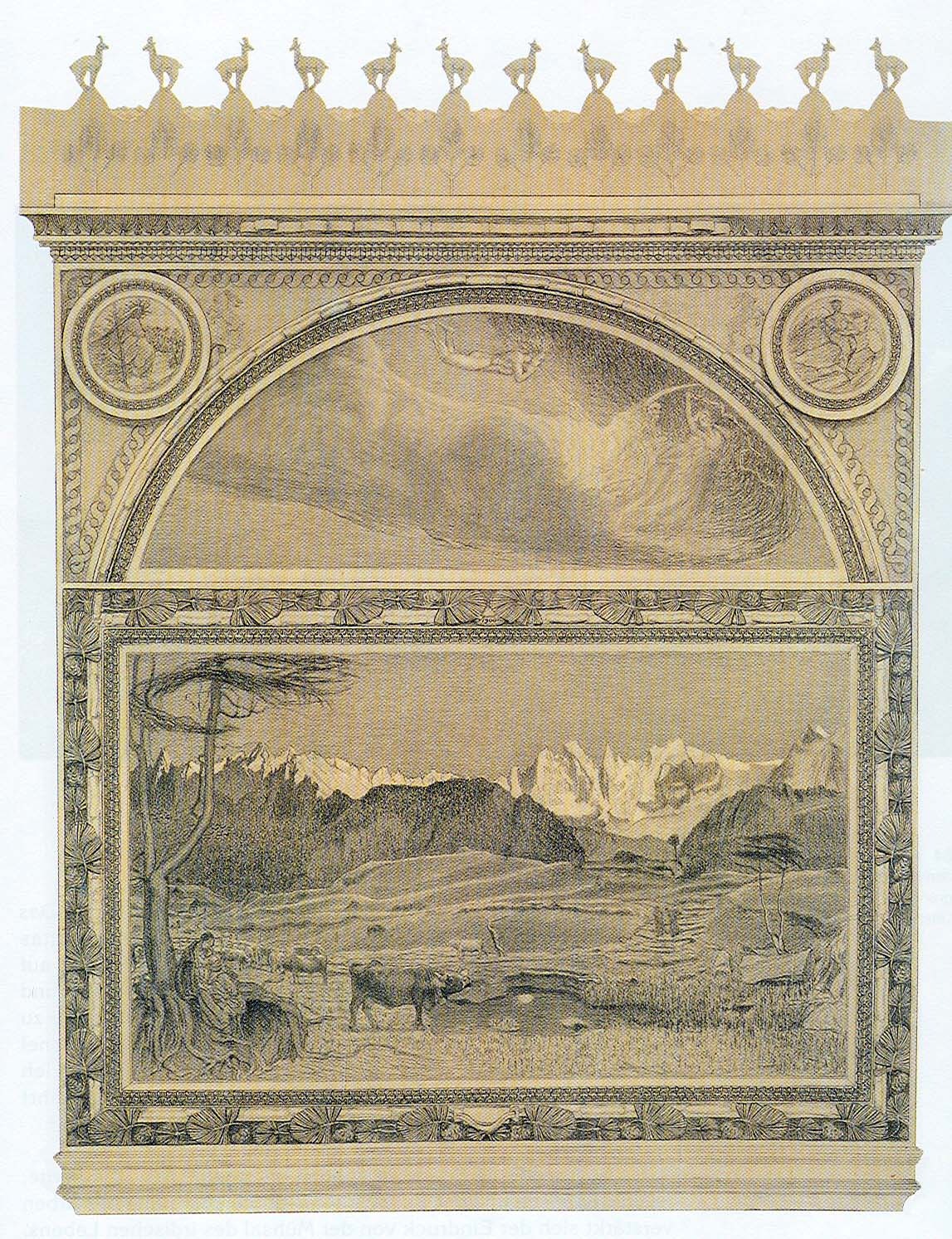
Étude La vita 1898.
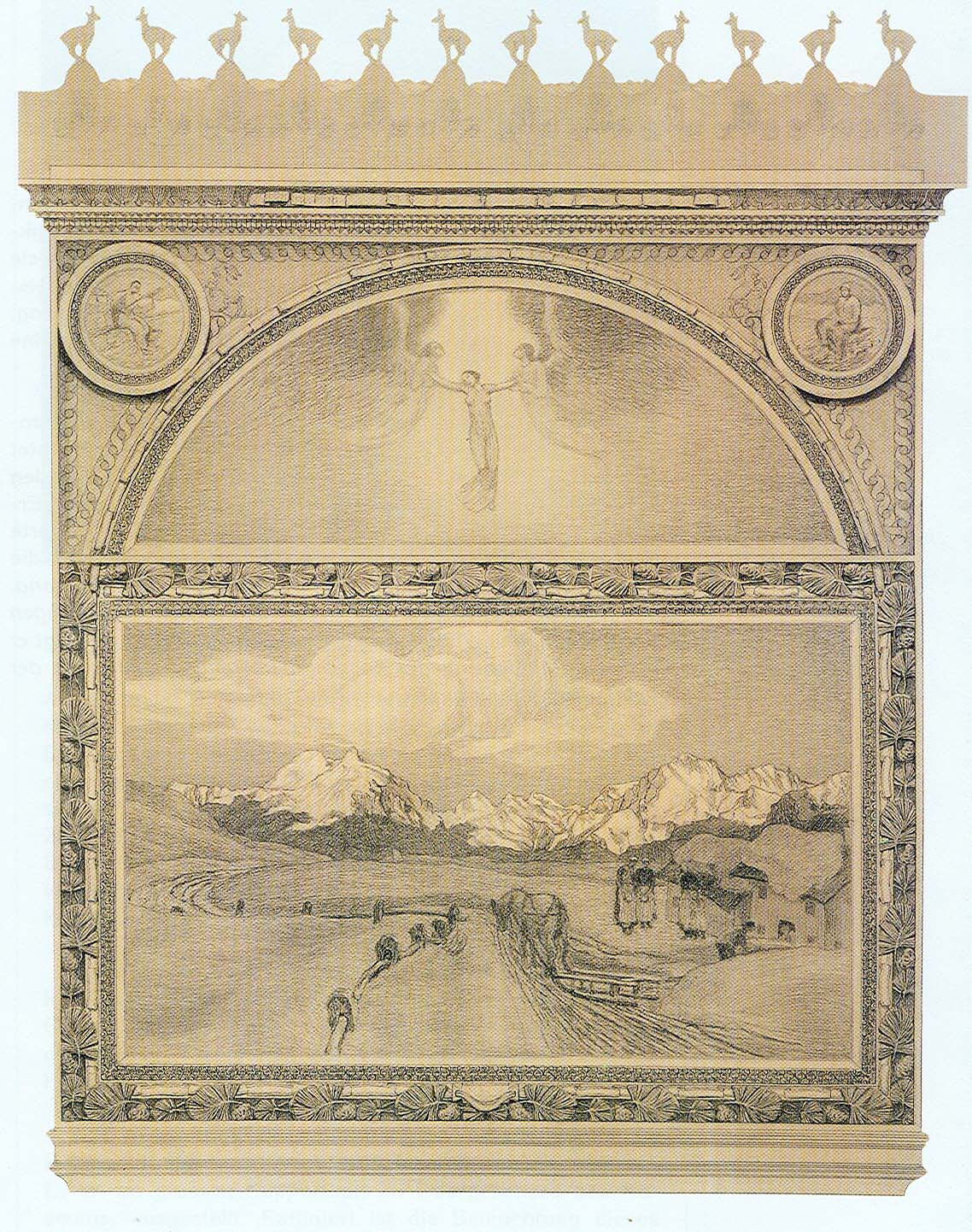
Étude La morte 1899.

À l'origine, les trois tableaux s'appelaient Armonie della vita, La natura et Armonie della morte ; les titres La vita - La natura - La morte, ainsi que leur traduction allemande Leben - Natur - Tod, n'ont été donnés aux trois tableaux qu'après la mort de Segantini. À l'occasion de la « IXe Exposition d'art de l'Association des artistes autrichiens » à la Sécession viennoise en janvier 1901, les trois tableaux ont été renommés Werden - Sein - Vergehen, ce qui a fait de l'œuvre ce qu'elle est aujourd'hui en tant que Triptyque des Alpes.
Armonia della morte a été commencée en premier mais toujours repositionnée en dernier. Armonie della vita était la deuxième des trois peintures et a été commencée à Soglio à l'automne 1896. La natura – Segantini entendait par là la nature du monde montagnard – devait être « de la propagande pour Saint-Moritz en tant que maître d'ouvrage des œuvres, une glorification puissante, à l'époque qualifiée de « grandiose » ». Segantini réalise un grand dessin intitulé Être, qui sert d'objet de démonstration et convainc le client de la beauté du projet. Après la signature du contrat, Segantini utilise les deux tableaux Armonie della vita et Armonie della morte comme tableaux d'accompagnement de La natura.
En 1899, Segantini dessine trois cartons pour le triptyque et les envoie au président de la Commission d'art de l'Exposition universelle. Une lettre écrite par Segantini et traduite en français par Grubicy accompagne le dépôt des cartons et précise que le triptyque, y compris les lunettes, doit mesurer douze mètres et demi de large et cinq mètres et demi de haut.
Werden – La vita (Devenir)
Werden montre le paysage près de Soglio à Bergell (Val Bregaglia) sur le haut plateau du Plan Luder au soleil couchant, avec en arrière-plan, la chaîne de la Sciora à gauche et le glacier Bondasca à droite. Le regard du spectateur est dirigé par le chemin descendant vers la mère et l'enfant, le véritable centre de l'image. La mère est comme fusionnée avec le pinus cembra suisse. Segantini a déclaré que l'image représentait « […] la vie de toutes les choses qui ont leurs racines dans Mère Nature. » Les branches de l'arbre atteignent le ciel. Elles constituent une connexion entre la terre et le ciel, d'où la vue est dirigée vers le bas de la pente de la montagne à droite, vers les deux femmes sur le chemin. Le cercle se ferme.
Le carton montre la lunette avec une allégorie des forces qui accordent la vie et la mort. Poussés par le vent, l'eau et le feu attirent la mort, mais une nouvelle vie surgit de leur pouvoir destructeur. Les médaillons de droite et de gauche étaient destinés à des représentations de l'amour-propre et de la charité.
Sein – La natura (Être)
Sein a été créé sur le Schafberg au-dessus de Pontresina. Il représente Saint-Moritz et les lacs de la Haute-Engadine à la fin du jour ; en arrière-plan se trouve la chaîne de la Bernina. Les personnes et les animaux qui reviennent sont discrètement intégrés dans le cycle de la nature. Contrairement à la situation réelle, Segantini fait apparaître le premier plan comme un plateau. Le fond de la vallée avec les lacs se courbe vers le haut de sorte qu'il semble plus plat qu'il ne l'est en réalité. L'horizon profond dirige le regard du spectateur sur le ciel. Segantini a réalisé son extraordinaire luminosité en couvrant tout le ciel de fines lignes dirigées radialement vers l'extérieur. Dans la zone du soleil, il utilise plus de jaune, vers l'extérieur de plus en plus de bleu clair et de blanc, les traits étant compensés par un peu de rouge.
La lunette montre des maisons de Saint-Moritz dans un paysage hivernal, vivement éclairées par le clair de lune. Pour les médaillons à droite et à gauche, des représentations de roses alpines et d'edelweiss étaient prévues, symboles du printemps et de l'été dans les Alpes.
Vergehen – La morte (Mourir)
Vergehen, inachevé, montre un paysage matinal hivernal près du col de la Maloja, dans lequel une jeune femme morte est portée hors d'une cabane. La clôture et le cheval attirent le regard vers les nuages : la morte a vaincu la vie terrestre. Le ciel rempli de lumière montre l'espoir et le réconfort.
Dans la lunette, deux anges portent les âmes des morts au ciel chrétien, car toute transgression renaît dans le cœur croyant. Les médaillons à droite et à gauche étaient destinés à représenter Die Arbeit (Le Travail) et Die Avalanche (L'Avalanche).

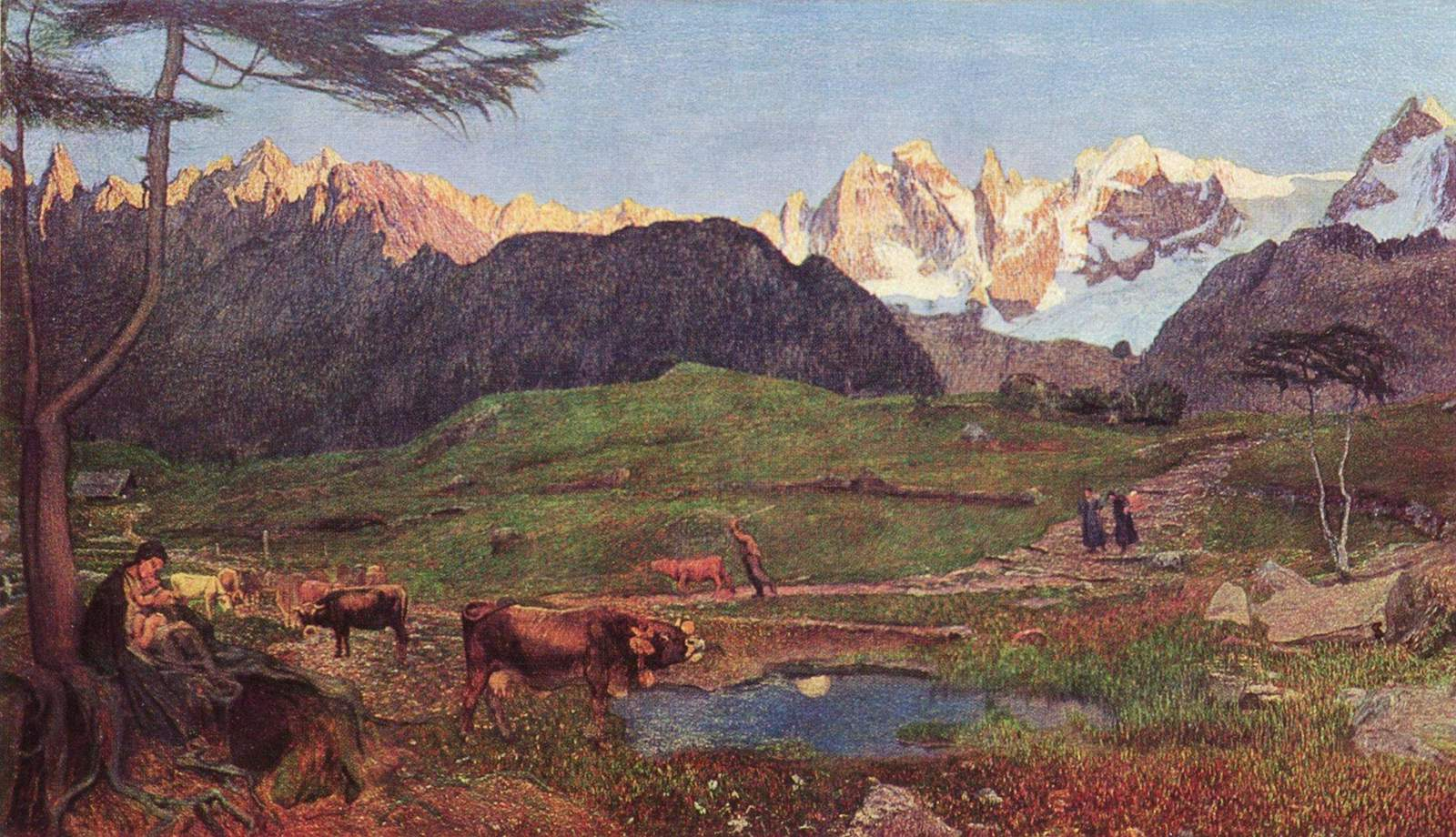
La vita – Werden.
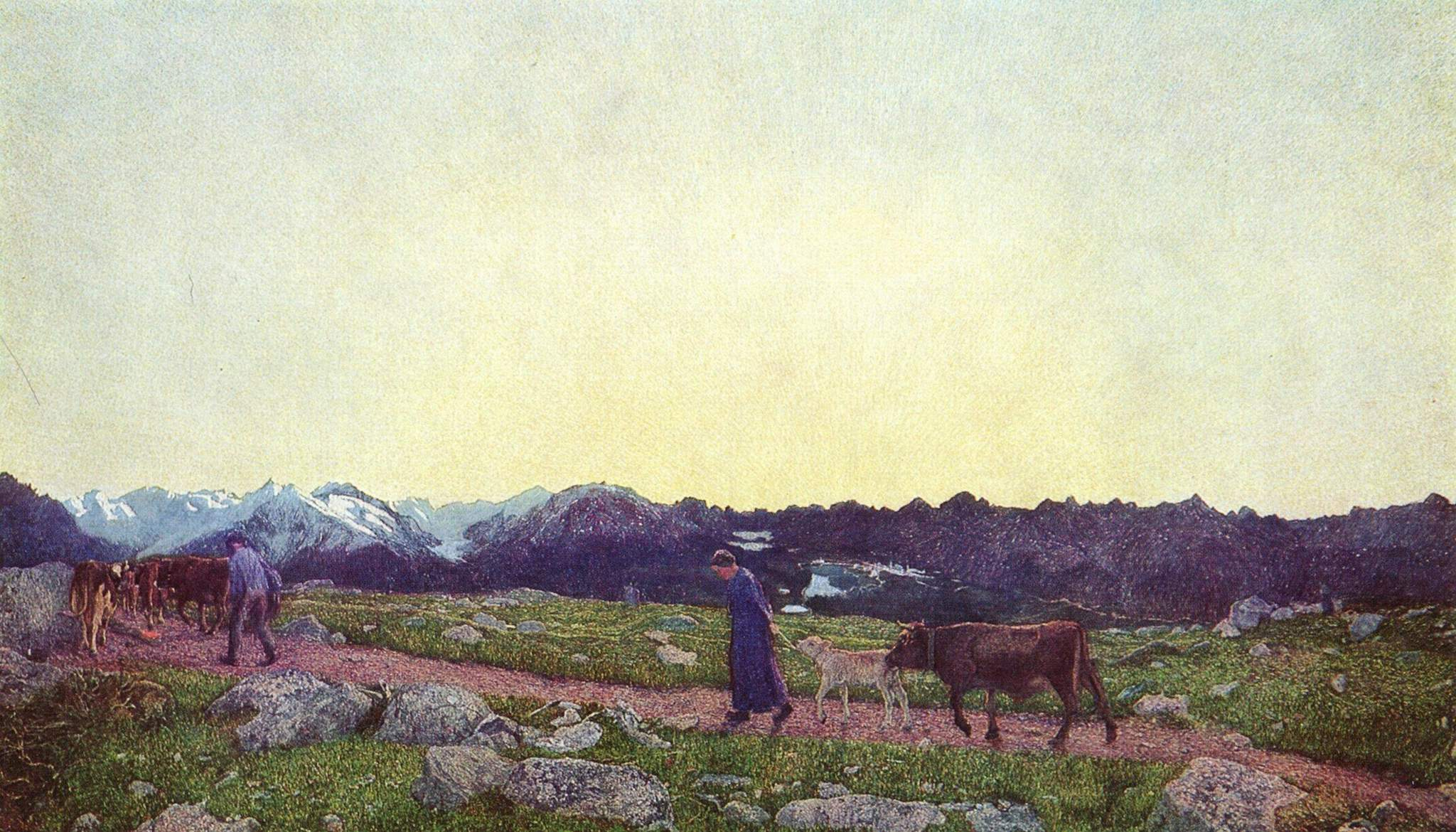
La natura – Sein.
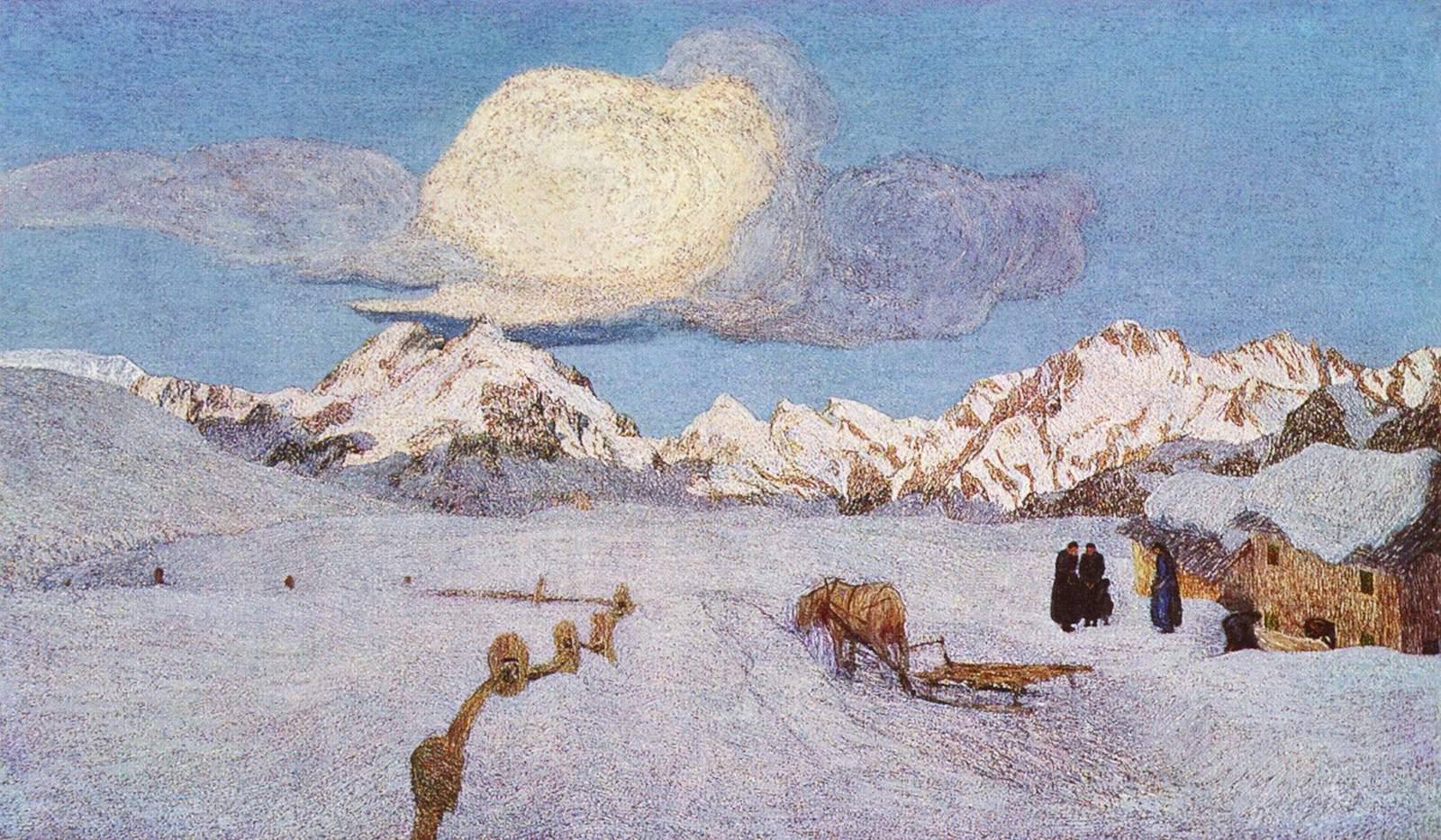
La morte – Vergehen.

« La structure de l'ensemble du triptyque rappelle les chefs-d'œuvre de la Renaissance, dans lesquels les artistes ne se lassent pas de forcer ensemble les dessins les plus variés afin d'évoquer pleinement une pensée religieuse. La beauté des trois grands tableaux [...] donne à penser qu'il aurait été possible à cet artiste doué de Dieu de créer un tel miracle pictural, artistique et intellectuel dans l'œuvre achevée, même contre le goût de ce temps, et aujourd'hui, à partir de ce triptyque la Natur une nouvelle ère de la peinture aurait pu commencer. »

## Critiques et postérité

### Contemporains

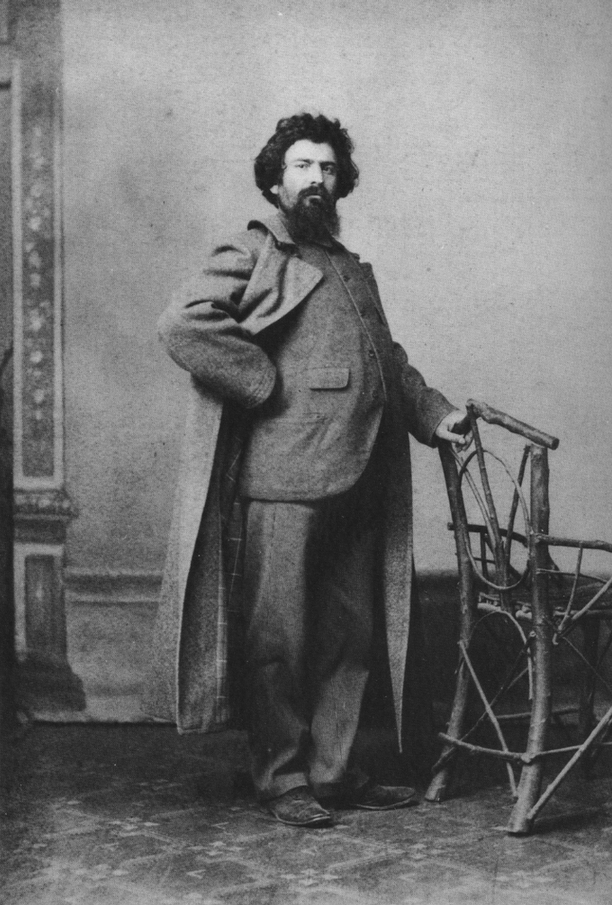
Segantini vers 1890.

Pour l'Ottocento, l'art italien du XIXe siècle, Segantini est considéré comme le peintre le plus universel. Les théoriciens de l'art le classent parmi les artistes comme Edvard Munch, Vincent van Gogh et James Ensor. Vassily Kandinsky, dans son influent traité théorique sur l'art de 1912 Über das Geistige in der Kunst, compare Segantini à Dante Gabriel Rossetti et Arnold Böcklin, soulignant que Segantini, « pour qui même les imitateurs formels forment une traine méprisable [...] est extérieurement le plus matériel, car il a pris des formes naturelles complètement finies, qu'il a parfois travaillées dans les moindres détails (par ex. des chaînes de montagnes, mais aussi des pierres, animaux, etc.) et, malgré la forme visiblement matérielle, a su créer des formes abstraites, ce qui en fait peut-être la plus immatérielle de cette série. » 
Cependant, l'avant-garde parisienne n'a pas accès à Segantini : son nom et son œuvre sont rapidement tombés dans l'oubli. L'histoire de la peinture au XIXe siècle est à l'époque trop simplifiée. Enseignée à la fin du siècle, « en les assimilant à l'avant-garde française et en n'accordant d'importance qu'aux moyens révolutionnaires de la conception artistique. […] Du fait de cette démarche, tous les artistes ou mouvements qui ne sont pas directement liés à ces schématismes simplifiés n'appartiennent plus au savoir culturel général. » Le milieu culturel français et l'œuvre trop « étrangère » de Segantini n'ont donc trouvé aucune jonction pour les Français, malgré l'influence des peintures de Millet.
La seule exception est le cercle de l'école florentine, qui s'est déjà ouvert à l'impressionnisme français entre 1875 et 1880. L'Ottocento a été largement ignoré à l'étranger et les historiens anglo-saxons et français ont obstinément insisté sur la compréhension de l'art italien du XIXe siècle, comme le dit Alphonse de Lamartine, « terre des morts ». De plus, l'exposition universelle manquée à Paris en 1900 fait perdre à Segantini sa popularité ; l'exposition de son Panorama de l'Engadine aurait pu confirmer son succès à Paris.
Du vivant de Segantini, durant la Yō-ga de la période Meiji, de 1868 à 1912, les Japonais se familiarisent avec son travail et lui sont restés fidèles jusqu'à ce jour. Le peintre italien Antonio Fontanesi (1818–1882), convoqué à Tokyo par l'empereur du Japon en 1876 sous le nom d'O-yatoi gaikokujin pour enseigner la peinture en plein air pendant deux ans à la première académie occidentale appartenant au Kogakuryo (Peinture sur le motif), Kōbu Bijutsu gakkō, doit « au Japon le traitement intellectuel de la perspective européenne et la participation aux grands mouvements artistiques internationaux du XXe siècle. » Aujourd'hui, Segantini est représenté, entre autres, au Musée national de l'Art occidental de Tokyo.
La première exposition commémorative de Segantini a été inaugurée le 26 novembre 1899 à Milan, deux mois après sa mort.

### XXesiècle

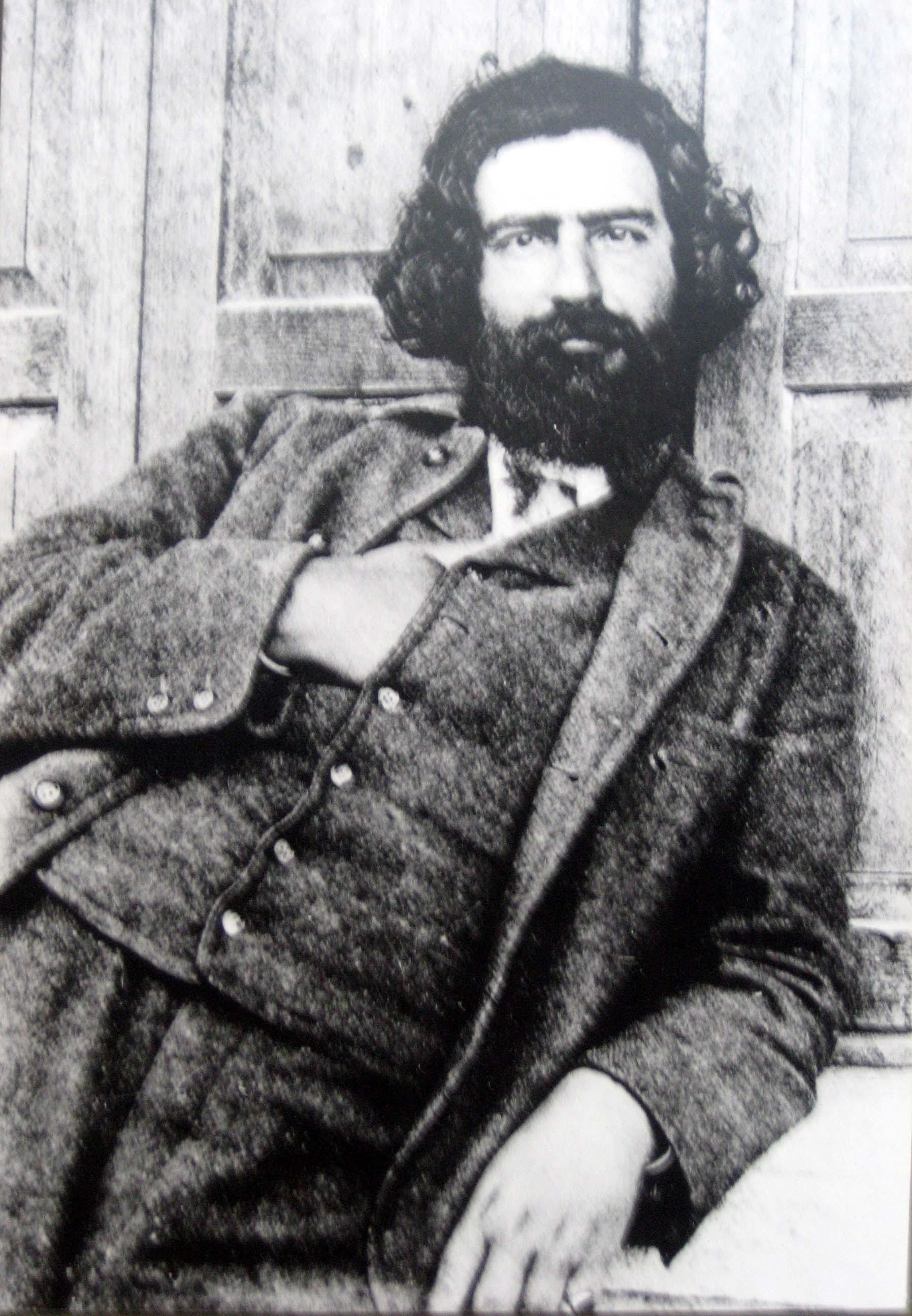
Segantini en 1898.

Segantini n'est perçu comme un « phénomène » que dans le nord ; au sud des Alpes, il est considéré comme un représentant du XXe siècle de la peinture italienne révolutionnaire. Au nord des Alpes, il est vu par de nombreux artistes comme le créateur et l'interprète d'un mode de vie amoureux de la nature. On ne peut pas blâmer Segantini pour le fait que cela a conduit plus tard à un art local rétrospectif.
En 1903, Paul Klee réalise l'eau-forte grotesque et satirique Jungfrau im Baum, qui montre une forte affinité avec le tableau de Segantini Les Mauvaises Mères et qui est l'une des premières d'une série de dix gravures réalisées jusqu'en 1905, que Klee appela Inventions.
En 1905, le triptyque des Alpes inspire au musicien Anton Webern son premier quatuor à cordes. Webern avait considéré l'histoire de l'art comme mineure pendant ses études de musicologie à l'Université de Vienne. Lors d'un séjour à Munich en août 1902, il voit le tableau Das Pflugen de 1890 à l'Alte Pinakothek. Il écrit alors dans son journal : « J'aspire à être un artiste en musique, comme Segantini l'était en peinture, ce serait de la musique que l'homme, seul, loin de toute l'agitation du monde, à la vue des glaciers, de la glace et la neige éternelles, des géants des montagnes sombres, cela devrait ressembler aux images de Segantini. » Au cours de l'été 1905, il achève la composition pour un quatuor à cordes, qui ne devint connue que grâce à sa succession. La première a eu lieu le 26 mai 1962 à Seattle par le quatuor à cordes de l'Université de Washington. Devenir, être et mourir précédaient la composition comme thème.
En 1932, la cinéaste du Troisième Reich Leni Riefenstahl réalise le film de montagne La Lumière bleue et écrit dans ses mémoires : « Alors, les fermiers me manquaient encore, c'étaient les plus difficiles à trouver. Je voulais avoir des visages spéciaux, des types durs et sévères, comme ceux immortalisés dans les images de Segantini. » Riefenstahl n'a pas trouvé ces types, car « la « réalité » de Segantini est toujours filtrée par son inspiration artistique, ici par Millet et Anton Mauve ».
Les derniers mots de Segantini : « Voglio vedere le mie montagne », inspirent 72 années plus tard le sculpteur Joseph Beuys, qui passe Noël et la fin de l'année 1969/70 avec sa femme Eva et leurs deux enfants Jessyka et Wenzel à l'Hôtel Waldhaus (Sils) en Engadine le titre d'une installation d'une salle au musée Van Abbe à Eindhoven. Elle est intitulée Voglio vedere i miei montagne 1971. Une grande armoire avec un miroir ovale à gauche fait face à un lit à droite. Entre le lit et l'armoire il y a une caisse de transport haute, ouverte d'un côté, et un coffre bas en bois, sur lequel repose un morceau de chêne des tourbières, à l'intérieur duquel se trouvent un drap jaune et un os. Un miroir enduit de graisse est posé sur un tabouret recouvert de soufre ; une photographie dans le lit montre Beuys entièrement habillé et allongé dans le même lit avec une canne à la main. À côté de l'armoire, à hauteur de tête, se trouve son portrait. « Je suis né juste ici à côté de ce placard : là à côté. De temps en temps, le placard m'a hanté étrangement. J'ai fait mes premiers rêves à côté de cette armoire […] » Chacun de ces objets est marqué à la craie. Le mot Romanche « Vadrec [t] » (glacier) est inscrit sur l'armoire ; sur le coffre en bois « Sciora » (rocher, chaîne de montagnes) ; au dos du miroir « Cime » (sommet de la montagne) ainsi que « Penin » et sur le lit « Walun » (vallée). La crosse d'un pistolet sur le mur porte l'inscription « Denken » (penser). Tous les objets, armoire, caisse de transport, coffre en bois, tabouret et lit sont reliés à une construction en cuivre au sol. Du plafond, au milieu du demi-cercle en forme de triptyque de l'installation, est suspendue une lampe ronde qui atteint presque le sol et éclaire vivement un morceau de feutre rond. « De même que les montagnes assurent à Segantini le cycle de la croissance et de la décomposition, de même dans l'installation [de Beuys] la vie accidentelle devient une nécessité ». Beuys perce la vision symbolique fatidique de Segantini. Pour Beuys, le flux du cycle peut être façonné et influencé. Il a été attiré par Segantini par « la prétention à la plénitude, l'absorption de l'homme et de l'animal dans les événements naturels, le rythme cyclique de la vie et de la décadence ». « Faire adorer l'art », avait déclaré le panthéiste Segantini et exigé que le nouveau culte s'enracine dans la nature, mère de la vie, relié à la vie invisible de la terre et de l'univers.
En 1974, le groupe de rock britannique Yes sort une compilation de deux albums intitulée Yesterdays. Créé par l'artiste mainstream Roger Dean, le motif frontal interchangeable est inspiré du tableau de Giovanni Segantini de 1891, La punition des voluptueux. L'avers montre deux troncs d'arbres flétris et entrelacés sur les bords gauche et droit. En haut à droite se trouve le logo de Yes et le titre de l'album. Une jeune femme déshabillée plane au milieu de l'image.
En 1999, le compositeur israélo-suisse Yehoshua Lakner a interprété son projet « Segante » sur Giovanni Segantini dans la salle en forme de dôme du bâtiment principal de l'École polytechnique fédérale de Zurich, ainsi qu'à Milan et Bratislava.
Le compositeur et pianiste italien Ludovico Einaudi s'est inspiré des trois tableaux de Segantini du Triptyque des Alpes avec ses thèmes de la nature, de la vie et de la mort en 2007 pour Divenire, une suite pour piano, deux harpes et orchestre

### «Sentiero Segantini»
En 1994 (100 années Segantini à Maloja), une promenade est créée à l'initiative des photographes bâlois Dominik Labhard et Hans Galli, dite « Sentiero Segantini », qui relie les lieux significatifs où Segantini a travaillé à Maloja et les documente avec des panneaux de signalétique. Le chemin commence à la « Casa Segantini », la maison et l'atelier de Segantini, et se termine à l'église « Chiesa Bianca », où Segantini a été peint par Giovanni Giacometti. L'église appartient maintenant à la petite-fille de Segantini, Gioconda Leykauf, qui a sauvé le bâtiment de la destruction avec l'aide de mécènes et l'a fait restaurer. Aujourd'hui, il est utilisé pour des expositions et des concerts.
De la maison de Segantini, le chemin mène à un moulin que Segantini a utilisé pour Die Eitelkeit (La Vanité), jusqu'au Majensäss Blaunca au nord-est de Maloja au-dessus du lac de Sils. Un panneau y montre le tableau de Segantini Les Deux Mères . Le sentier continue vers l'ancien emplacement de la dite « Taverna americana », une cabane en pierre que Segantini a représentée dans le panneau Vergehen. De l'endroit où ce panneau du triptyque a été créée, le chemin conduit à l'avant-dernière station du sentier, le cimetière de Maloja, où Segantini a peint le tableau Glaubenstrost.
Le sentier de grande randonnée « Senda Segantini » relie les lieux tardifs de l'œuvre du peintre. Il commence à Thusis et se termine à Pontresina.

### Refuges

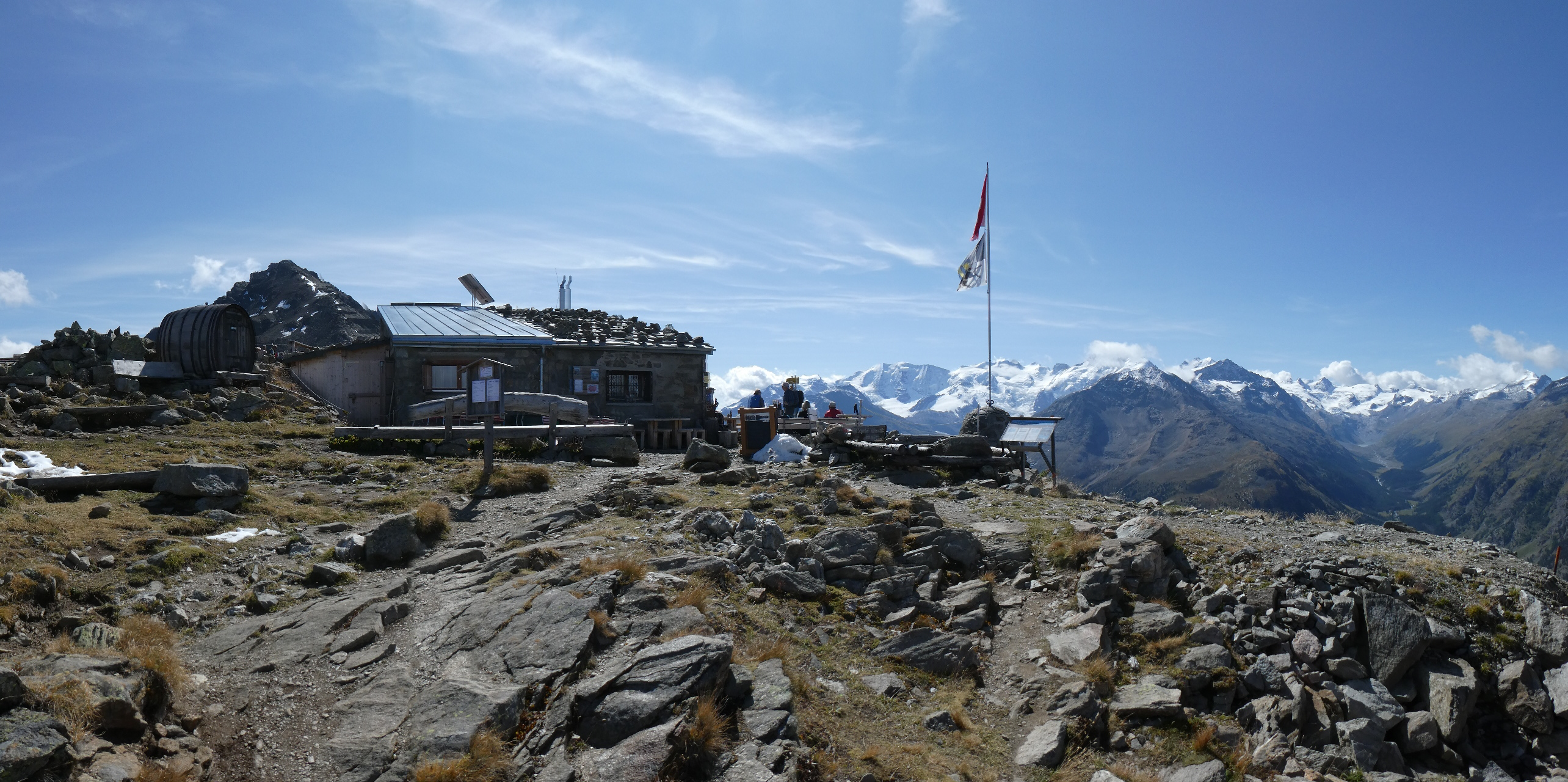
Chamanna Segantini.

Plusieurs refuges de montagne portent le nom de Segantini : la Chamanna Segantini au-dessus de Pontresina dans le massif Languard où il est décédé, le Rifugio Giovanni Segantini (Rifugio Amola) 2371 m, avec la vallée de Pinzolo dans le Cima Presanella  et la « Baita Segantini » 2170 m, au Passo Costazza, dans le Pale di San Martino dans les Dolomites.

## Récompenses (sélection)
- 1883 : Médaille d'or pour Ave Maria bei der Überfahrt, 1882 (1re version) ; Exposition universelle d'Amsterdam.
- 1886 : Médaille d'or pour Ave Maria bei der Überfahrt, 1886 (2e version) ; Exposition universelle d'Amsterdam.
- 1886 : Médaille d'or pour An der Stange, 1886 ; Exposition universelle d'Amsterdam.
- 1889 : Médaille d'or pour Kühe an der Tränke (Vaches à l'abreuvoir), 1888 ; Exposition Universelle de Paris.
- 1892 : Médaille d'or pour Mittag in den Alpen (Midi dans les Alpes), 1891 ; Munich.
- 1892 : Médaille d'or pour Das Pflügen (Les Labours), 1890 ; Exposition nationale de Turin.
- 1895 : Prix de l'État italien pour Il Ritorno al paese natio, 1895 ; Exposition internationale d'art à Venise (acquisition des musées d'État de Berlin en 1901).
- 1896 : Médaille d'or de l'État pour Die zwei Mütter (Les Deux mères), 1889 ; Association des artistes autrichiens.
- 1897 : Grande Plaque d'Or pour Liebe am Brunnen des Lebens (L'Amour au Puits de Vie), 1896 ; Exposition internationale d'art de Dresde.

## Expositions
- 1891 : Giovanni Segantini, Galleria Vittore et Alberto Grubicy, Milan.
- 1894 : Esposizioni Riunite al Castello Sforzesco. Omaggio a Segantini, Château des Sforza, Milan.

à titre posthume
- 1901-1902 : IX Exposition d'art de l'Association des artistes autrichiens, Sécession viennoise, Vienne.
- 1904 : Exposition internationale d'art, Museum Kunstpalast, Düsseldorf.
- 1910 : Exposition du Salon d'automne, section italienne, Paris.
- 1912 : Exposition internationale d'art de l'association spéciale des amateurs d'art et des artistes ouest-allemands 1912, à l'Aachener Tor, Cologne.
- 1924 : Peintures italiennes modernes, Tate Gallery, Londres.
- 1926 : 16eme Biennale internationale d'art, Exposition individuelle de Giovanni Segantini, Venise.
- 1930 : Exposition d'art italien à Burlington House, Royal Academy, Londres.
- 1935 : Giovanni Segantini, 1858–1899, Kunsthalle Basel.
- 1938 : XXVI Biennale internationale d'art, Venise.
- 1964 : L'art européen au tournant du siècle. Sécession, Haus der Kunst, Munich.
- 1976/1977 : Le monde de Giovanni Segantini, Institut suisse de recherche sur l'art, Zurich.
- 1976/1977 : Segantini – un paradis perdu ? Segantini – un paradis perdu ? Thearena-Rote Fabrik, ETH Zürich Zentrum & Hönggerberg, Zürich/ Gewerbeschulhaus Chur, Chur/ Handelshochschule St. Gallen, St. Gallen/ Kunstmuseum Glarus, Glarus / Musée des Beaux-Arts d'Argovie, Aarau/ Museo della Citta, Milano/ Kunstverein München, Munich
- 1977 : Les Alpes dans la peinture suisse, Grande Galerie Odakyu, Tokyo/ Bündner Kunstmuseum, Coire.
- 1990–1991 : Giovanni Segantini, 1858–1899, Kunsthaus de Zurich / Österreichische Galerie Belvedere, Vienne.
- 1997 : Voglio vedere le mie montagne. La gravité des montagnes 1774–1997, Aargauer Kunsthaus, Aarau/ Kunsthalle Krems, Krems.
- 1999 : Armonia della vita - Armonia della morte. Giovanni Segantini: A Retrospective, Kunstmuseum St. Gallen, Saint-Gall.
- 1999 : Giovanni Segantini, 1858-1899. Exposition pour le 100e anniversaire de son décès , Musée Segantini, St Moritz.
- 2011 : Segantini, Fondation Beyeler, Riehen[72]
- 2011:画家ジョヴァンニ・セガンティーニ展(Gakka Giovanni Segantini-ten) Exposition de la collection de la Fondation Otto Fischbacher Giovanni Segantini [73] Tokyo
- 2013 : Décadence - Positions du symbolisme autrichien, Belvédère, Vienne.
- 2014-2015, Mostra Segantini, Palais royal de Milan.

## Principales œuvres
| Image | Titre                                                                   | Année                                                       | Taille/Matériaux                                                    | Propriétaire/Collection                                                                                                 |
| ----- | ----------------------------------------------------------------------- | ----------------------------------------------------------- | ------------------------------------------------------------------- | --- |
|       | Natura morta con S. Cecilia Nature morte avec sainte Cécile             | 1878                                                        | 74,5 × 54 cm Tempera sur papier et carton                           | Galerie d'art moderne de Milan                                                                                          |
|       | Il coro di Sant’Antonio Choeur de Saint-Antoine                         | 1879                                                        | 119,5 × 84 cm Huile sur toile                                       | Collection privée |
|       | Il Naviglio a Ponte San Marco Le canal au Ponte San Marco               | 1880                                                        | 76 × 52,5 cm Huile sur toile                                        | Collection privée, Musée Segantini, St. Moritz                                                                          |
|       | I pittori dell’oggi Les Peintres d’aujourd’hui                          | 1881                                                        | 76,5 × 44 cm Huile sur toile                                        | Bündner Kunstmuseum |
|       | Autoritratto a vent’anni Autoportrait à vingt ans                       | 1879–1880                                                   | 35 × 26 cm Huile sur toile                                          | Commune di Arco, Arco                                                                                                   |
|       | La falconiera La Fauconnière (avec Bice comme modèle)                   | 1879–1880                                                   | 143 × 106 cm Huile sur toile                                        | Musées civiques de Pavie, Pavie                                                                                         |
|       | Paesaggio con donna su un albero Paysage avec une femme sur un arbre    | 1880–1883, inachevé                                         | 68,5 × 104,5 cm Huile sur toile                                     | Sturzenegger-Stiftung Museum Allerheiligen, Schaffhouse                                                                 |
|       | Autoportrait                                                            | 1882                                                        | 52 × 38,5 cm Huile sur toile                                        | Fondation Gottfried Keller Musée Segantini, St. Moritz                                                                  |
|       | I Zampognari in Brianza Les joueurs de zampogna de Brianza              | 1883–1885                                                   | 107,2 × 192,2 cm Huile sur toile                                    | Musée national deTokyo                                                                                                  |
|       | Pianura sull’imbrunire Plaine au crépuscule                             | 1883–1885                                                   | 80 × 100 cm Huile sur toile                                         | Collection Beat Curti                                                                                                   |
|       | La benedizione delle pecore La bénédiction des moutons                  | 1884                                                        | 189 × 120 cm Huile sur toile                                        | Musée Segantini, St. Moritz                                                                                             |
|       | L’ultima fatica del giorno La dernière fatigue de la journée            | 1884                                                        | 117 × 82 cm Huile sur toile                                         | Musée des Beaux-Arts de Budapest (Szépművészeti Múzeum)                                                                 |
|       | A messa prima À la première messe, étude des escaliers                  | 1884–1885                                                   |                                                                     | Bündner Kunstmuseum, Chur                                                                                               |
|       | A messa prima À la première messe, version après surpeint, La pénitente | 1884–1885                                                   | 108 × 211 cm Huile sur toile                                        | Dépôt d'Otto Fischbacher, Fondation Otto Fischbacher Giovanni Segantini, St. Gallen, Musée Segantini, St. Moritz        |
|       | La penitente La pénitente version avant le surpeint                     | 1884–1885                                                   | 108 × 211 cm Huile sur toile                                        | |
|       | Pastorello con agnellino Berger avec petit agneau                       | vers 1885                                                   | 42 × 27,5 cm Pastel et craie de couleur sur papier aquarelle        | collection privée Musée Segantini, St. Moritz                                                                           |
|       | Ritratto della Signora Torelli Portrait de madame Torelli               | 1885–1886                                                   | 101 × 74,5 cm Huile sur toile                                       | collection privée, New York                                                                                             |
|       | Ritratto di un morto Portrait d'un mort                                 | 1886                                                        | 41 × 59 cm Huile sur toile                                          | Fondation Gottfried-Keller Musée Segantini, St. Moritz                                                                  |
|       | Alla stanga À la barre                                                  | 1886                                                        | 169 × 389,5 cm Huile sur toile                                      | Galerie nationale d'Art moderne et contemporain, Rome                                                                   |
|       | Ave Maria a trasbordo Ave Maria en transbordement, version 2            | 1886                                                        | 120 × 93 cm Huile sur toile                                         | Dépôt de la fondation Otto Fischbacher Giovanni Segantini, St. Gallen Musée Segantini, St. Moritz                       |
|       | La portatrice d’acqua La porteuse d'eau                                 | 1886–1887                                                   | 74 × 45,5 cm Huile sur toile                                        | Collection privée |
|       | Il bagno del bambino L'enfant au bain                                   | 1886–1887                                                   | 65 × 49,5 cm Huile sur toile                                        | Dépôt de la fondation Otto Fischbacher Giovanni Segantini, St. Gallen Musée Segantini, St. Moritz                       |
|       | La tosatura delle pecore La tonte des moutons                           | 1886–1887                                                   | 65 × 50,5 cm Huile sur toile                                        | Dépôt de la fondation Otto Fischbacher Giovanni Segantini, St. Gallen Musée Segantini, St. Moritz                       |
|       | Costume Grigionese Grisonne à la fontaine                               | 1887                                                        | 54 × 79 cm Huile sur toile                                          | Dépôt de la fondation Otto Fischbacher Giovanni Segantini, St. Gallen Musée Segantini, St. Moritz                       |
|       | Ritratto di Vittore Grubicy Portrait de Vittore Grubicy; découpe        | 1887                                                        | 151 × 91 cm Huile sur toile                                         | Musée des Beaux-Arts de Leipzig                                                                                         |
|       | I miei modelli Mon modèle                                               | 1888                                                        | 65,5 × 92,5 cm Huile sur toile                                      | Kunsthaus de Zurich |
|       | Allo scogliersi delle nevi Aux chutes de neige                          | 1888                                                        | 66 × 98 cm Huile sur toile                                          | Dépôt de la fondation Otto Fischbacher Giovanni Segantini, St. Gallen Segantini Museum, St. Moritz                      |
|       | Ragazza che fa la calza Jeune fille qui se chausse                      | 1888                                                        | 53 × 91,5 cm Huile sur toile                                        | Kunsthaus de Zurich |
|       | Vacche aggiogate Vaches à l'abreuvoir                                   | 1888                                                        | 83 × 139,5 cm Huile sur toile                                       | Fondation Gottfried Keller Kunstmuseum (Bâle)                                                                           |
|       | Il frutto dell’amore Le fruit de l'amour                                | 1889                                                        | 88,2 × 52,2 cm Huile sur toile                                      | Musée des Beaux-Arts de Leipzig                                                                                         |
|       | Le due madri Les deux mères                                             | 1889                                                        | 157 × 280 Huile sur toile                                           | Galerie d'art moderne de Milan                                                                                          |
|       | L’aratura Le labour                                                     | 1890                                                        | 116 × 227 cm Huile sur toile                                        | Neue Pinakothek, Munich                                                                                                 |
|       | Ritorno dal bosco Retour du bois                                        | 1890                                                        | 64 × 95 cm Huile sur toile                                          | Dépôt de la fondation Otto Fischbacher Giovanni Segantini, St. Gallen Musée Segantini, St. Moritz                       |
|       | Mezzogiorno sulle alpi Midi sur les alpages                             | 1891                                                        | 77,5 × 71,5 cm Huile sur toile                                      | Dépôt de la fondation Otto Fischbacher Giovanni Segantini, St. Gallen Musée Segantini, St. Moritz                       |
|       | Il castigo delle lussuriose Le châtiment de la luxure                   | 1891                                                        | 99 × 173 cm Huile sur toile                                         | Walker Art Gallery, Liverpool                                                                                           |
|       | Capriolo morto Chevreuil mort                                           | 1892                                                        | 55,5 × 96,5 cm Huile sur toile                                      | Fondation Gottfried-Keller Segantini Museum, St. Moritz                                                                 |
|       | Mezzogiorno sulle alpi Midi sur les alpages                             | 1892                                                        | 85,5 × 79,5 cm Huile sur toile                                      | Ohara Museum of Art, Kurashiki, Japon                                                                                   |
|       | Riposo all’ombra Repos à l'ombre                                        | 1892                                                        | 44 × 68 cm Huile sur toile                                          | Collection privée Christoph Blocher                                                                                     |
|       | Sul balcone Au balcon (découpe)                                         | 1892                                                        | 64,5 × 41 cm Huile sur toile                                        | Fondation Gottfried-Keller Bündner Kunstmuseum, Chur                                                                    |
|       | Autoritratto Autoportrait                                               | 1893                                                        | 34,4 × 24,2 cm Crayon Conté et crayon sur papier                    | Dépôt de la fondation Otto Fischbacher Giovanni Segantini, St. Gallen Segantini Museum, St. Moritz                      |
|       | Donna alla fonte Femme à la source                                      | 1893–1894                                                   | 71,5 × 121 cm Huile sur toile                                       | Musée Oskar Reinhart « Am Stadtgarten », Winterthour                                                                    |
|       | Pascoli alpini Pâturages alpins                                         | 1893–1894                                                   | 169 × 278 cm Huile sur toile                                        | Kunsthaus Zurich |
|       | L’angelo della vita L’ange de la vie                                    | 1894                                                        | 216 × 217 cm Huile sur toile                                        | Galerie d'art moderne de Milan                                                                                          |
|       | L’angelo della vita L’ange de la vie                                    | 1894                                                        | 275,5 × 212 cm Huile sur toile                                      | Musée Segantini, St. Moritz                                                                                             |
|       | Le cattive madri Les Mauvaises Mères                                    | 1894                                                        | 120 × 225 cm Huile sur toile                                        | Österreichische Galerie Belvedere, Vienne                                                                               |
|       | Autoritratto Autoportrait                                               | 1895                                                        | 59 × 50 cm Charbon avec poussière d’or et traces de craie sur toile | Musée Segantini, St. Moritz                                                                                             |
|       | Il ritorno al paese natio Le retour au pays natal                       | 1895                                                        | 161 × 299 cm Huile sur toile                                        | Alte Nationalgalerie, Berlin                                                                                            |
|       | Il dolore confortato dalla fede La douleur réconfortée par la foi       | 1895–1896                                                   | 151 × 131 cm Huile sur toile                                        | Kunsthalle de Hambourg                                                                                                  |
|       | L’amore alla fonte della vita L’amour à la source de la vie             | 1896                                                        | 70 × 98 cm Huile sur toile                                          | Galerie d'art moderne de Milan                                                                                          |
|       | Pascoli di primavera Pâturages de printemps                             | 1896                                                        | 95 × 155 cm Huile sur toile                                         | Pinacothèque de Brera, Milan                                                                                            |
|       | Arvenzweig                                                              | 1897                                                        | 32 × 77,5 cm Huile sur toile                                        | Musée Segantini, St. Moritz                                                                                             |
|       | La propaganda La propagande                                             | 1897                                                        | 51,3 × 53,7 cm Craie noire et blanche sur papier                    | Musée Segantini, St. Moritz                                                                                             |
|       | La vanità La vanité                                                     | 1897                                                        | 78 × 126 cm Huile sur toile                                         | Kunsthaus Zurich |
|       | Primavera sulle alpi Printemps sur l'Alpes                              | 1897                                                        | Huile sur toile                                                     | Tableau de commande – 1999 vendu par les héritiers du donneur d’ordre à French & Company – 2019 au J. Paul Getty Museum |
|       | Le due Madri Les deux mères                                             | 1899–1900; achevé par Giacometti après la mort de Segantini | 69 × 125 cm Huile sur toile                                         | Bündner Kunstmuseum, Chur                                                                                               |
|       | Il trittico della natura La vita La vie                                 | 1898–1899                                                   | 137 × 108 cm Charbon et crayon Conté sur carton                     | Stiftung für Kunst, Kultur und Geschichte, Winterthur Musée Segantini, St. Moritz                                       |
|       | Il trittico della natura La natura La nature                            | 1898–1899                                                   | 137 × 127 cm Charbon et crayon Conté sur carton                     | Stiftung für Kunst, Kultur und Geschichte, Winterthur Musée Segantini, St. Moritz                                       |
|       | Il trittico della natura La morte La mort                               | 1898–1899                                                   | 137 × 108 cm Charbon et crayon Conté sur carton                     | Stiftung für Kunst, Kultur und Geschichte, Winterthur Musée Segantini, St. Moritz                                       |

## Filmographie
- (it) Segantiniana: il Ciclo del Nirvana de Adriano Kestenholz, Suisse 2010, documentaire musical, 25 min.
- Giovanni Segantini – Leben und Werk. (Giovanni Segantini – Life and Work., Giovanni Segantini – Sa vie et son œuvre, Giovanni Segantini – La vita e l'opera, Giovanni Segantini – Vida y obra), documentaire, Suisse, 1990, 45 min, scénario et mise en scène : Gaudenz Meili (de), commentaire : Guido Magnaguagno, intervenants : Wolfgang Reichmann, Dinah Hinz (de), Ingold Wildenauer. La première a eu lieu le 9 septembre au Kunsthaus de Zurich. Synopsis de Gaudenz Meili.
- Giovanni Segantini – Strolch und Star. Documentaire (1ère partie), Suisse, 2013, 30 min, écrit et réalisé par : Beat Rauch, production : NZZ, série : format NZZ, première diffusion : 17 octobre 2013, synopsis et aperçu de NZZ.
- Giovanni Segantini – Licht und Landschaft. Documentaire (2ème partie), Suisse, 2013, 29 min 30 s, écrit et réalisé par : Beat Rauch, production : NZZ, série : format NZZ, table des matières et aperçu de NZZ.
- Giovanni Segantini – Magie Des Lichts (cy), (Giovanni Segantini – Magia della luce.), documentaire, Suisse, 2015, 81 min 46 s, écrit et réalisé par : Christian Labhart, narrateur : Bruno Ganz, Mona Petri, production : SRF SRG, sortie en salle (Suisse) : 11 juin 2015.